# Armbanduhr

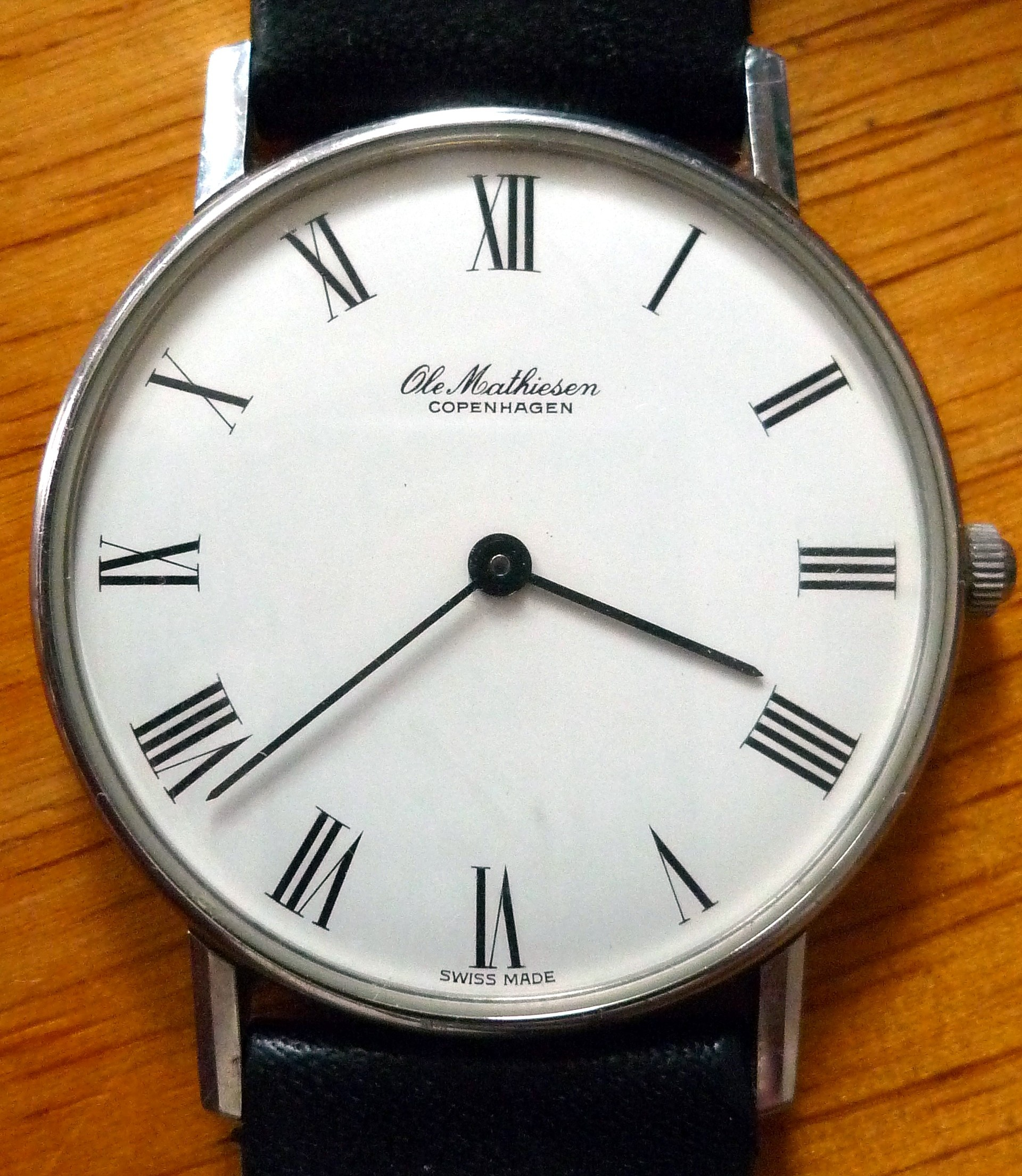
Analoge Armbanduhr, Design aus den 1970er Jahren

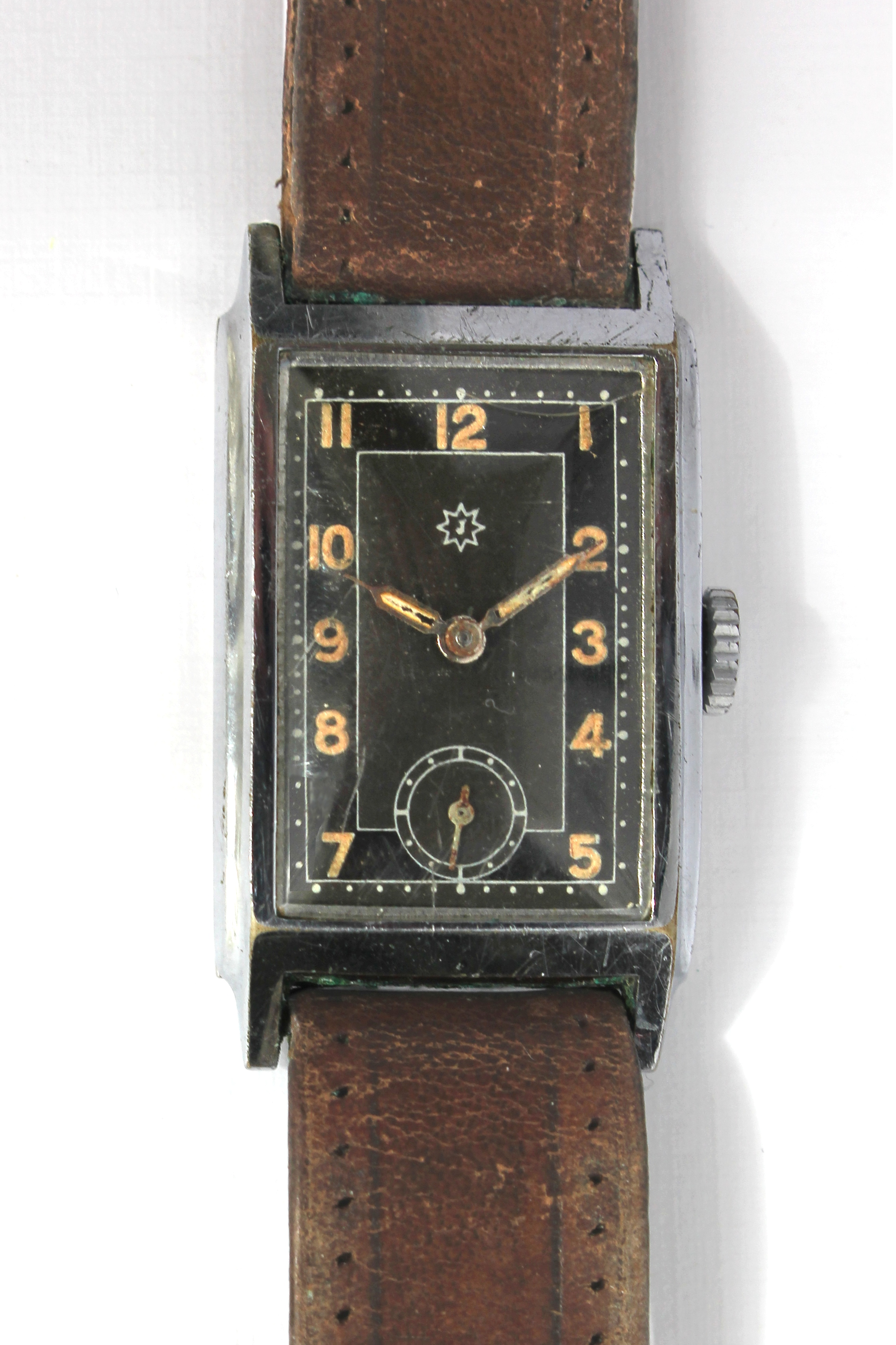
Armbanduhr von 1950

Eine Armbanduhr ist ein zu den Kleinuhren gehörendes Zeitmessgerät (Uhr), das mit Hilfe eines Armbands (Uhrenarmband), eines Armreifes, einer Spange oder eines Kettchens um das Handgelenk oder den Unterarm getragen wird. Die technisch im 19. Jahrhundert realisierte Armbanduhr etablierte sich im 20. Jahrhundert. Früher unterschied man (häufiger als heute) die Damenarmbanduhr von der Herrenarmbanduhr.

## Geschichte

### Vorläufer der Armbanduhr
Tragbare Uhren wurden nachweislich bereits ab dem frühen 15. Jahrhundert zunächst in Form von Taschenuhren gebaut, unter anderen von Peter Henlein (1485–1542). Sie wurden durch die Erfindung der Zugfeder möglich, die den Antrieb und die Unruh (noch mit Drehpendel) als Ersatz für das hängende Pendel als taktgebendes Element erlaubte; dadurch konnten die Uhren auf handliche Größe schrumpfen.
Bereits 1571 soll die englische Königin Elisabeth I. von ihrem Oberstallmeister und Günstling, dem Grafen von Leicester, eine kleine, an einem Armband oder eher Armreif (englisch „armlet“) – vermutlich in Form einer Berlocke – befestigte Uhr geschenkt bekommen haben.
Da es in der ersten Hälfte des 17. Jahrhunderts bereits kleine Uhren am Fingerring und im Degenknauf gegeben hatte, wurde vermutet, dass es auch schon Armbanduhren gegeben haben könnte.
Auch der französische Philosoph und Mathematiker Blaise Pascal (1623–1662) soll seine Taschenuhr am Handgelenk getragen haben.
Christiaan Huygens (1629–1695) erhielt ein französisches Patent für die Verwendung einer Spiralfeder mit einer Unruh, die er nach einem Vorschlag von Jean de Hautefeuille entwickelt hatte. Diese Kombination von Unruh und Spiralfeder wurde das zentrale Regulierorgan jeder mechanischen Armbanduhr.
In einem Almanach du Dauphin aus dem Jahr 1772 wurde ein Pariser Uhrmacher in der Rue de Buci aufgeführt, der angeblich Ring- und Armbanduhren anbot.
Für die Zeit um 1790 wurden in einem Rechnungsbuch der Genfer Uhrmacherwerkstatt Jaquet-Droz & Leschot offenbar weitere Uhren „qui est fixée sur un bracelet“ (die an einem Armband befestigt sind) genannt.:S. 9–13

### Entwicklung der Armbanduhr im 19. Jahrhundert
Der Pariser Hofjuwelier Étienne Nitot fertigte 1806 zwei mit Perlen besetzte Armbänder, davon eins zusätzlich mit mechanischem Kalender, das andere mit einer kleinen Uhr. Letzteres war also eine echte Armbanduhr. (Die Armbänder wurden ein Hochzeitsgeschenk der Kaiserin Joséphine de Beauharnais an ihre Schwiegertochter Auguste Amalia.) Abraham Louis Breguet baute seine erste Armbanduhr für Caroline Murat im Jahr 1810. Bei den frühen Armbanduhren (zunächst auch als „Uhrarmbänder“, französisch bracelet-montre statt montre-bracelet bezeichnet) befindet sich die 12 oft noch in Richtung der Finger, bevor sich die ab etwa 1850 nachweisbare, leichter ablesbare Variante mit einer in Armrichtung parallel zum Armband verlaufenden Zifferblattachse von der 6 zur 12 durchsetzte. Bis ins 20. Jahrhundert herrschte jedoch die Taschenuhr vor. Armbanduhren wurden vor allem von Frauen getragen.:S. 7, 9–14, 16 und 23
Weitere Miniaturisierungen der Uhrwerke ließen die Uhren auf Armbandgröße schrumpfen, und 1880 etwa hatte sich die Armbanduhr, zunächst als (um 1860 noch mit einem Schlüsselaufzug des Zylinderwerks versehener) Schmuck-Armbanduhr, als neue Uhrengattung etabliert. Um 1890 wurde es für einige Zeit Mode, die armbanduhrgroßen Damentaschenuhren an Ketten oder Bändern als Schmuckuhr:S. S. 9, 12 und 25 am Handgelenk zu tragen. Diese Mode galt zunächst als „weibisch“ – Herren benutzten zunächst weiterhin die Taschenuhr an der Uhrkette. Die Uhr an der Kette erwies sich für manche Verwendungen jedoch als unhandlich, zum Beispiel bei kinderbetreuenden Müttern und Erzieherinnen oder bei auf übereinstimmende Zeitmessung angewiesenen Soldaten, die ihre Hände für andere Tätigkeiten frei halten wollen. Girard-Perregaux soll neben anderen Schweizer Herstellern gemäß Jaquet und Chapuis ab etwa 1880 eine Serie von Armbanduhren für die deutsche Kriegsmarine produziert haben.:S. 10 und 16
Impulse zu ihrer Weiterentwicklung erhielten die Armbanduhr-Hersteller durch die von Adrien Philippe entwickelte Zeigerstellung von der Aufzugskrone her:S. 12 1842 hatte er die erste Remontoiruhr mit Kronenaufzug statt Aufziehschlüssel erfunden.

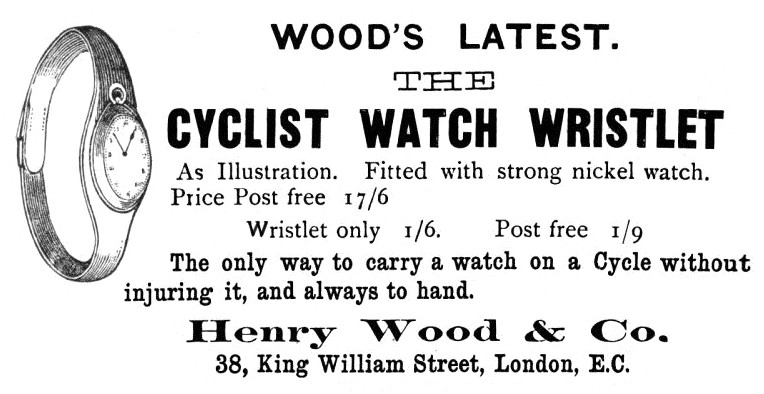
Werbeanzeige für eine Armbanduhr für Radfahrer mit der Krone bei 12 Uhr, 1893

### Weitere Entwicklung der mechanischen Armbanduhr im 20. Jahrhundert

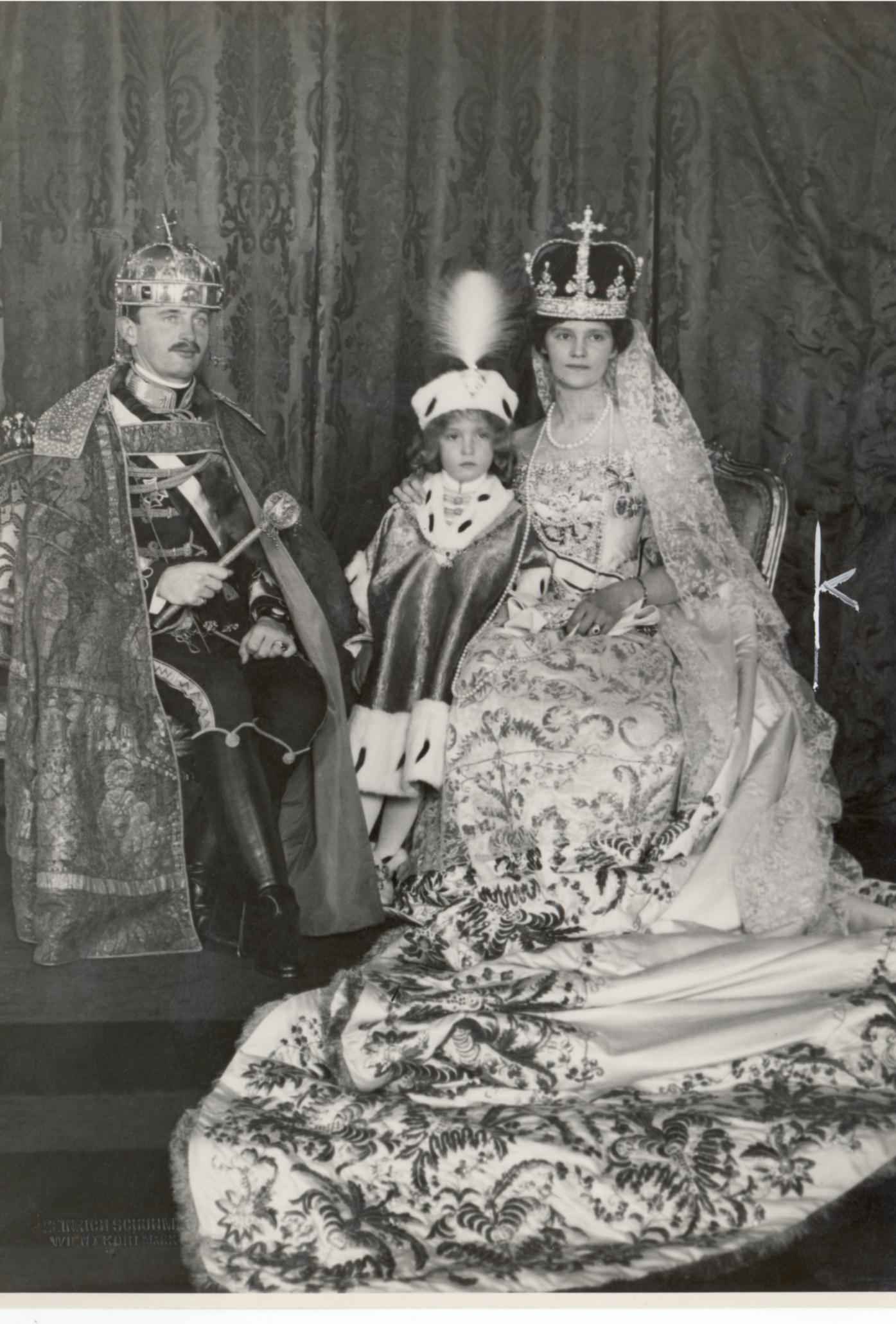
Karl I. (Österreich-Ungarn) mit seiner Familie mit Armbanduhr an seiner linken Hand (1916)

Zu Beginn des 20. Jahrhunderts benutzten Frauen Uhren nicht mehr nur als Schmuckuhr, sondern zunehmend beruflich. Die Zahl der weiblichen Angestellten war zwischen 1882 und 1907 von 93.000 auf 452.000 angestiegen, und vor allem für berufstätige Frauen im kaufmännischen Bereich (als Bürokräfte), Post- und Schuldienst sowie als Angestellte im medizinischen Bereich wurden Armbanduhren gebräuchliche Arbeitsmittel. Auch von Sporttreibenden und sich über Kopfsteinpflaster bewegenden Fahrradfahrern wurde, wenn sie es sich finanziell leisten konnten, zunehmend die Armbanduhr benutzt.:S. 18 und 23
Erste militärische Nutzungsmöglichkeiten als Teil der Feldausrüstung im Krieg bot der Zweite Burenkrieg (1899–1902), in dem britische Armeeangehörige zum Beispiel Uhren von Omega verwendeten, und zur Zeit des Ersten Weltkriegs (1914–1918), bei dem Armbanduhren mit stabilem Gehäuse mit Glasschutz (etwa als Schutzgitter bei einem Modell von Cyma, Le Chaux-de-Fonds, aus dem Jahr 1915 oder als Savonnette, d. h. einem aufklappbaren Deckel, bei einer ebenfalls 1915 erhältlich gewesenen Armbanduhr) und Leuchtziffern für die Soldaten zum Einsatz kamen, hatte sich die Armbanduhr dann weltweit auch im zivilen Bereich durchgesetzt. Für die US-Armee entwickelte Cartier eine Armbanduhr mit dem Namen „Tank“ (engl. für Panzer).:S. 16, 18 und 23
Nachdem die Offiziere im Ersten Weltkrieg festgestellt hatten, dass sich ihre Taschenuhren im Winter und allgemein unter Kampfbedingungen als unpraktisch erwiesen, setzte sich die Armbanduhr beim Militär und schließlich in der zivilen Gesellschaft schnell weiter durch und war bei Kriegsende zum Standard geworden. Auch Piloten, die in ihren damals spärlich mit Bordinstrumenten ausgestatteten Flugzeugen auf eine schnelle und präzise Zeitmessung angewiesen waren benutzten bald Armbanduhren. Der brasilianische Flugpionier Alberto Santos Dumont ließ sich von dem befreundeten Pariser Uhrmacher Louis Cartier 1904 eine Uhr für Flieger bauen, die am Armband getragen wurde. In Zusammenarbeit mit Charles Lindbergh war ab 1932 eine von Longines entwickelte Stundenwinkel-Armbanduhr für Flieger erhältlich.:S. 18
Als kennzeichnend für die Übergangszeit von Taschenuhr zur Armbanduhr nennt Kahlert kleine Uhren, die – wie Modelle aus den Jahren 1910 (Avia, La Chaux-de-Fonds) und 1912 (Péry Watch) – sowohl als Taschenuhr als auch als Teil der Armbanduhr genutzt werden können. Auch ließen Kunden ihre Taschenuhren vom Uhrmacher nachträglich zu Armbanduhren umarbeiten.:S. 14, 17 und 18 f.
Im Jahr 1913 gab es bereits Armbanduhren, die über ein mehrere Tage laufendes Werk verfügten, etwa das umfunktionierte Taschenuhr-Modell „Hebdomas“ mit acht Tagen Gangreserve. Zu dieser Zeit inserierten verschiedene Schweizer Uhrenhersteller wie Omega großformatig unter anderem in deutschen Fachzeitschriften.:S. 13 und 15
Dass Armbanduhren auch Chronometer sein können, wurde durch ein 1914 durch das Observatorium im englischen Kew ausgestelltes Ganzzeugnis für eine Armbanduhr der Firma Rolex gezeigt.:S. 19
Die Taschenuhr verlor laut Kahlert jedoch erst nach 1930 ihre Bedeutung, als die Armbanduhr nach einer ab etwa 1910 einsetzenden „Experimentierphase“ ein eigenständiger, leistungsfähiger Uhrentyp geworden war und von Schweizer Herstellern mehr Armbanduhren als Taschenuhren verkauft wurden. Diese Trendwende zeichnete sich jedoch bereits um 1925 ab – noch bevor im Oktober 1927 der Ärmelkanal von Mercedes Gleitze mit einer wasserdichten Rolex Oyster (1926) am Arm fast vollständig durchschwommen wurde. In Deutschland setzte sich die Armbanduhr etwas zeitverzögert durch, was sich etwa daran zeigte, dass im Leitfaden der Uhrmacherlehre von Hermann Sievert in der 13., durchgesehenen, Auflage von 1931 diese noch gar nicht erwähnt wurde. Im Jahr 1934 ließ Helmut Junghans, dessen (größte deutsche) Uhrenfabrik Junghans 1930 ein selbstentwickeltes Ankerwerk für Herren-Armbanduhren auf den Markt brachte, täglich 1500 Taschenuhren und 2000 Armbanduhren fabrizieren.:S. 19–22 und 33 Die vor der bei Armbanduhren üblichen Schweizer Ankerhemmung benutzte Zylinderhemmung wurde auch 1937 und vereinzelt später noch verwendet. Die ab 1798 entwickelten Stiftankerhemmungen wurden bis ins letzte Drittel des 20. Jahrhunderts vor allem für billige Uhren verwendet.:S. 35 und 506
Ab etwa 1930 entstanden die ersten gut wirksamen Stoßsicherungen für die Armbanduhr, wie sie insbesondere für Sportuhren nachgefragt wurden. Beim System Incabloc etwa sind Unruhsteine in einer konischen Führungsfläche gelagert. Seit 1938 konnte das System in alle Kaliber eingebaut werden. Ab etwa 1955 hat sich die Stoßsicherung erst für besonders hochwertige Armbanduhren durchgesetzt. „Doppelte Sicherheit“ versprach ab etwa 1965 das Armbanduhrmodell Certina DS, bei dem zwischen Gehäuse und Werk ein weicher Gummiring liegt.:S. 43–46
Das erste in Deutschland verlegte Armbanduhren-Fachbuch schrieb 1925 Bruno Hillmann. Im Jahr 1937 erschien das verbreitete, von Hans Jendritzki verfasste Lehrbuch.
Seit den 1930er Jahren wurde an der Konstruktion von Armbanduhren gearbeitet, die vor die Gangleistung (ab 100 Oersted) beeinflussenden Magnetfeldern geschützt waren. Dabei wurde zum einen mit dem Ersatz stählerner Bauteile, zum andern mit abschirmenden Gehäusen experimentiert. Im Jahr 1956 war dann das Modell „Ingenieur“ von IWC (Schaffhausen), das gegen magnetische Felder bis 1000 Oersted abgeschirmt ist, auf dem Markt.:S. 34 f.
Während ältere Armbanduhren noch mit einer bimetallischen Kompensationsunruh, die mit der Verwendung der von Charles Édouard Guillaume entwickelten Stahllegierung eine verbesserte Kompensation erhalten hatte, ausgestattet waren, sind seit den 1930er Jahren Armbanduhren mit selbstkompensierender Spiralfeder und einmetallischer Unruh üblich geworden. Seit 1960 fanden zunehmend ringförmige große Unruhen ohne Schrauben Verwendung. Als deren Vorläufer gilt die bei Patek Philippe um 1955 verwendete Unruh Gyromax.:S. 36–39
Ein weiterer Schritt zur Verbesserung der Ganggenauigkeit der Armbanduhren erbrachte die von dem Schweizer Ingenieur und Unternehmer Reinhard Straumann 1933 entwickelte Speziallegierung Nivarox. Die daraus gefertigten Unruhspiralen waren nahezu antimagnetisch, nichtrostend und kaum temperaturempfindlich. Mit Unruhspiralen aus Nivarox und der nach 1935 eingeführten Glucydur-Unruh aus gehärteter Berylliumbronze waren Kennzeichen einer modernen mechanischen Armbanduhr beschrieben.:S. 33 f. und 38 Bis 1948 hatte Straumann die Legierung Nivaflex entwickelt. Der gegenüber Nivarox leicht modifizierte Werkstoff eignete sich für Antriebs- und Aufzugsfedern. Bei gleichen Eigenschaften kam noch hinzu, dass die Federn unzerbrechlich waren. Somit wies die Feder eine längere Lebensdauer als die Armbanduhr insgesamt auf.
Die erste Automatikuhr (als Armbanduhr mit Pendelschwungmasse, die ihre Energie zum Spannen der Feder aus den Armbewegungen des Trägers bezieht) wurde 1923 von John Harwood angefertigt. Harwood wusste offenbar nicht, dass Abraham-Louis Perrelet bereits um 1770 eine Taschenuhr mit Rotor und Wechsler (also beidseitig aufziehend) konstruiert hatte, kurze Zeit später auch Hubert Sarton. Die Serienfertigung der ersten funktionierenden automatischen Armbanduhren nach dem System Harwood begann 1929.:S. S. 33 Später baute Rolex eine Automatikuhr mit einseitig aufziehendem Rotor und ließ sie patentieren.
Die Forschungen zu einem für Armbanduhren geeigneten Öl waren im Wesentlichen um 1950 abgeschlossen. Vor diesen neuen Öl-Synthesen war vor allem die Oxidation und Verharzung der in der zweiten Hälfte des 19. Jahrhunderts entwickelten Uhrenöle problematisch, die aus dem aus Tieren gewonnenen Klauenöl und flüssigen Paraffinen bestanden.:S. 35

### Elektromechanische und elektronische Armbanduhren

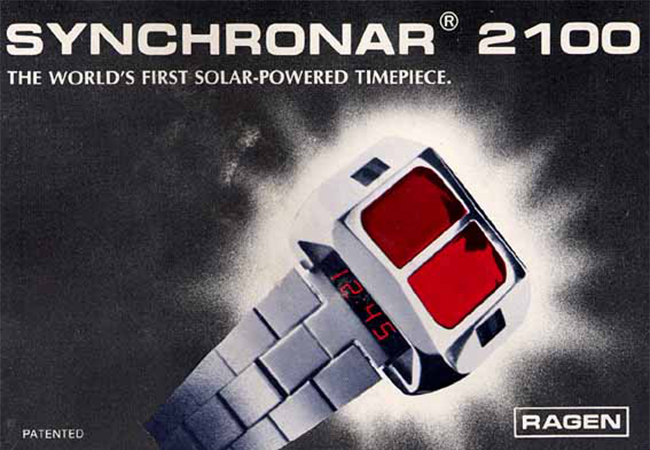
Die Synchronar 2100 von 1972, die erste Solararmbanduhr hatte nach 14 Stunden Ladung im Sonnenlicht eine mehrmonatige Gangreserve

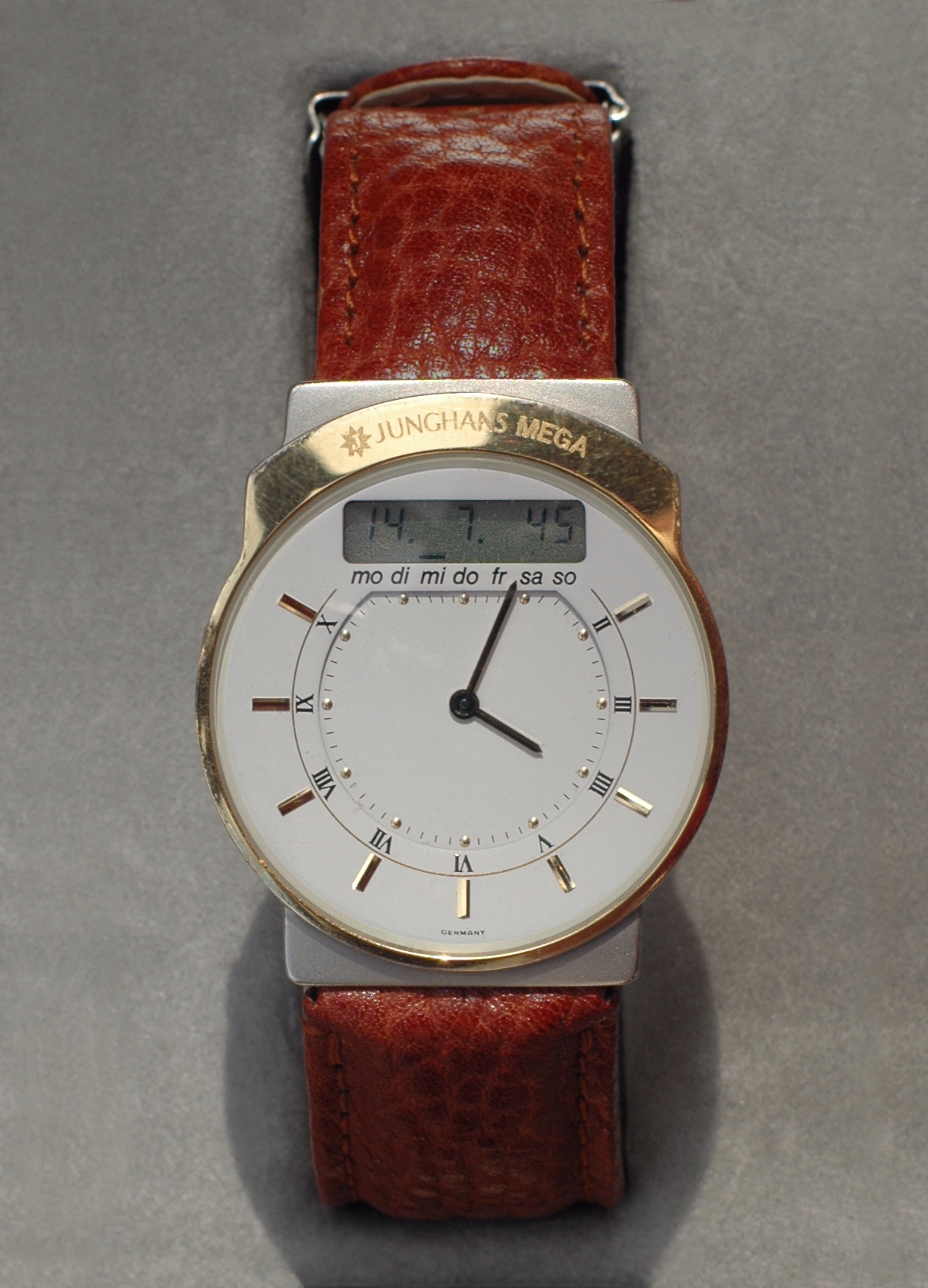
Die Zeitgenauigkeit der Junghans Mega Funkarmbanduhren beträgt 1 Sekunde in 1 Million Jahren, 1991

Neue Technologien verwendeten die Stimmgabeluhr und kurz darauf die Quarzuhr. Verschiedene Ansätze waren unternommen worden, mit Hilfe elektrischer bzw. elektronischer Komponenten genauere Uhren zu bauen, so beispielsweise die Stimmgabeluhr, bei der die von einer elektrisch angetriebenen Stimmgabel vorgegebene Frequenz als Taktgeber verwendet wird. Bei der Quarzuhr sorgt ein Quarzkristall, der unter Stromfluss schwingt, für die Taktung. Weitere Möglichkeiten bestanden in der Verwendung einer elektrodynamisch angetriebenen Unruh. Neuere Entwicklung waren Quarzuhren, die nicht durch eine häufig auszuwechselnde Batterie, sondern durch einen durch Rotor aufladbaren Akku (Hybrid-Uhr) oder mit Solarenergie (Solar-Uhr) gespeist werden.
Quarzuhren können über eine digitale Anzeige (anfangs mit LEDs, später mit stromsparenderen Flüssigkristallen) oder über eine Anzeige mit Zeigern (Analoguhr) verfügen, wobei heute auch zunehmend Mischformen (Hybrid) auf dem Markt sind. Nach einem Boom in den 1980er Jahren wurde die Ziffernanzeige zunehmend wieder von der Skalenanzeige verdrängt.
Die erste elektronische Armbanduhr mit einem Miniaturquarz als taktgebendem Element – die „BETA 1“ –  wurde vom Centre Electronique Horloger (CEH) in Neuenburg, Schweiz, 1967 vorgestellt und im August 1967 als Chronometer im Observatorium von Neuenburg zertifiziert (IEEE-Meilenstein). Diese Uhr hatte eine klassische mechanische Zeigeranzeige. In den darauf folgenden Jahren entstand durch die Verdrängung mechanischer Uhren durch Quarzuhren die Quarzkrise, die bis etwa 1985 dauerte.
Im Jahre 1970 wurde von Peter Petroff der Prototyp der ersten digitalen Armbanduhr mit einer LED-Anzeige entwickelt. Sie wurde von den Unternehmen Hamilton Watch Company und Electro-Data weiterentwickelt und als Pulsar kommerziell bekannt, weil die Digitalanzeige wegen des hohen Stromverbrauchs nur auf Knopfdruck während ein paar Sekunden ablesbar war.
Die erfolgreiche, wartungsfreie Langzeitstromversorgung durch Solarzellen, die um 1970 ausgereiften Quarzuhren und die gleichzeitig entwickelte Large Scale Integration (LSI) integrierter Schaltkreise inspirierten Roger Riehl zur Entwicklung der ersten ausschließlich durch Photovoltaik betriebenen Armbanduhr mit programmierten Zeit- und Kalenderinformationen bis 2100 und LED-Anzeige. Die Synchronar 2100 kam 1972 auf den Markt und hatte nach 14 Stunden Ladung im Sonnenlicht eine mehrmonatige Gangreserve.
Erste Digital-Armbanduhren mit dauernder Flüssigkristallanzeige (LCD) kamen im Zeitraum von 1973 bis 1975 auf den Markt. Die Unternehmen Gruen und Timex in den USA, Nepro und Mondaine in der Schweiz sowie Seiko und Casio mit der Uhr Casiotron 1974 in Japan waren die Pioniere. Die dies erstmals ermöglichenden Flüssigkristallanzeigen wurden von den Unternehmen Suwa Seikosha in Japan und Brown, Boveri & Cie. (BBC) in der Schweiz für die Uhrenhersteller Nepro, Mondaine, Casio und Ilixco in den USA produziert.
Heute sind Armbanduhren mit Skalen- oder Ziffernanzeige oder in Kombination beider Darstellungsformen verbreitet. Dabei haben sich unterschiedliche Typen entwickelt, die neben der klassischen Zeitanzeige verschiedene Zusatzfunktionen – nicht nur zum alltäglichen Gebrauch, sondern auch aus Schmuck und Prestige – anbieten. Zu denken ist an Fliegerchronographen, Taucheruhren, Sportuhren, Militäruhren und sogenannte Einsatzuhren aller Art. Zudem finden Uhren einer bestimmten Provenienz das Interesse der Kunden, wie zum Beispiel Uhren aus den Gebieten der ehemaligen Sowjetunion oder Ostblock-Staaten.
Im Jahre 1990 wurde von Junghans mit der MEGA 1 die erste funkgesteuerte Armbanduhr vorgestellt (Funkuhr), damit hat der Wettlauf um die ganggenaueste Uhr ein Ende gefunden.
Zu Beginn des 21. Jahrhunderts ist wieder ein Ansteigen bei der Herstellung von Digitaluhren zu erkennen, das durch zusätzliche Funktionen mit Messdaten und neuartige modische LC-Anzeigen bedingt ist.
Die Quarzuhr macht heute von den Verkaufszahlen her den Hauptteil des Weltuhrenmarktes aus.
Smartphone-Hersteller bieten sogenannte Smartwatches an, welche die klassischen Funktionen einer Armbanduhr mit den Kommunikationsmöglichkeiten eines Smartphones (Telefonat, E-Mail, SMS etc.) in einem Gerät vereinen. Dabei sind sie so erfolgreich, dass ihre Verkaufszahlen die aller bekannten Uhrenhersteller der Schweiz zusammen übertreffen.

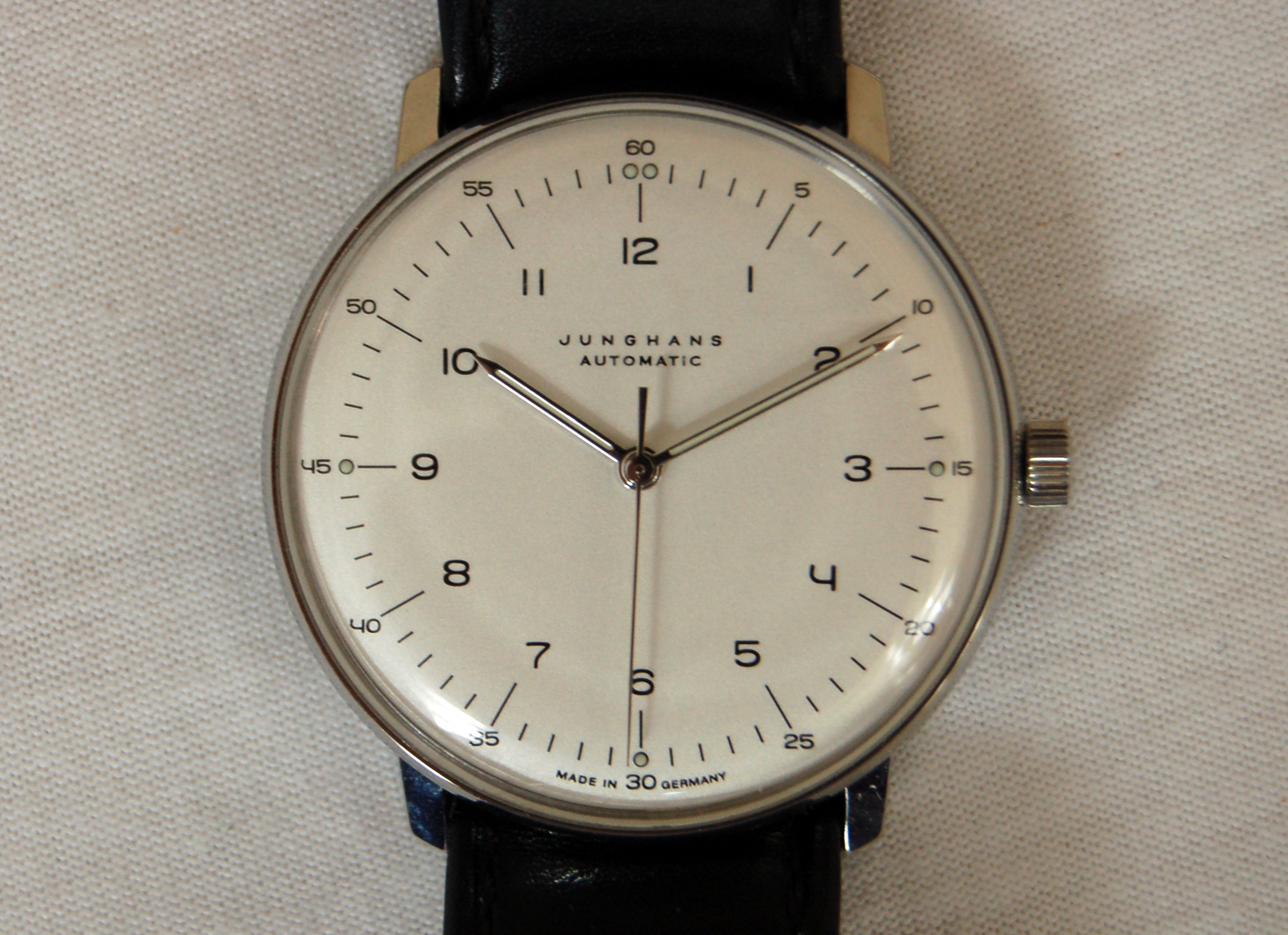
Armbanduhr im Design des Architekten Max Bill von Junghans, 1962
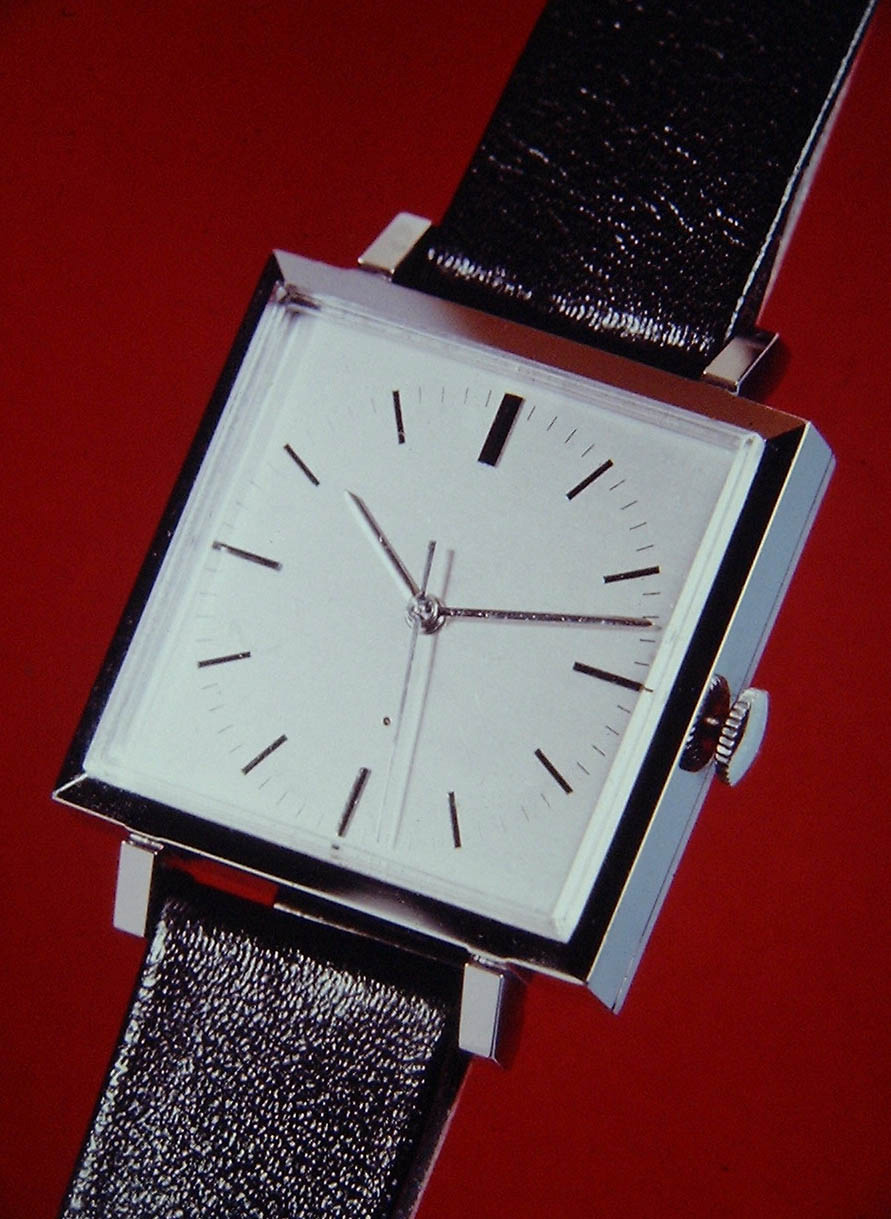
Erste Quarz-Armbanduhr „BETA 1“ von CEH, Schweiz, 1967
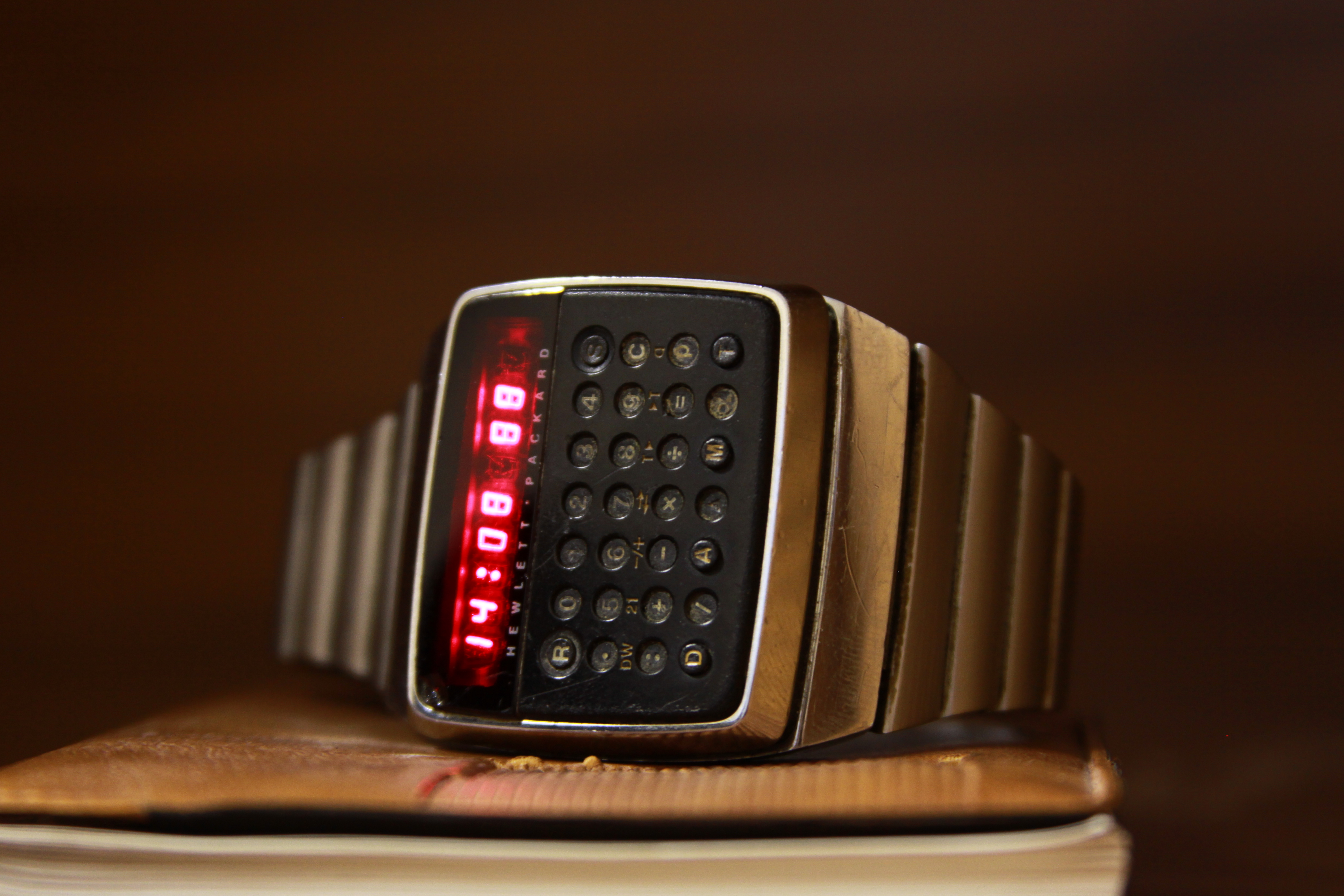
Armbanduhr HP-01 von Hewlett-Packard, mit Taschenrechner und LED-Anzeige, 1977
Tissot Two-Timer, die erste erschwingliche Armbanduhr mit Skalenanzeige und Ziffernanzeige, erschienen 1986
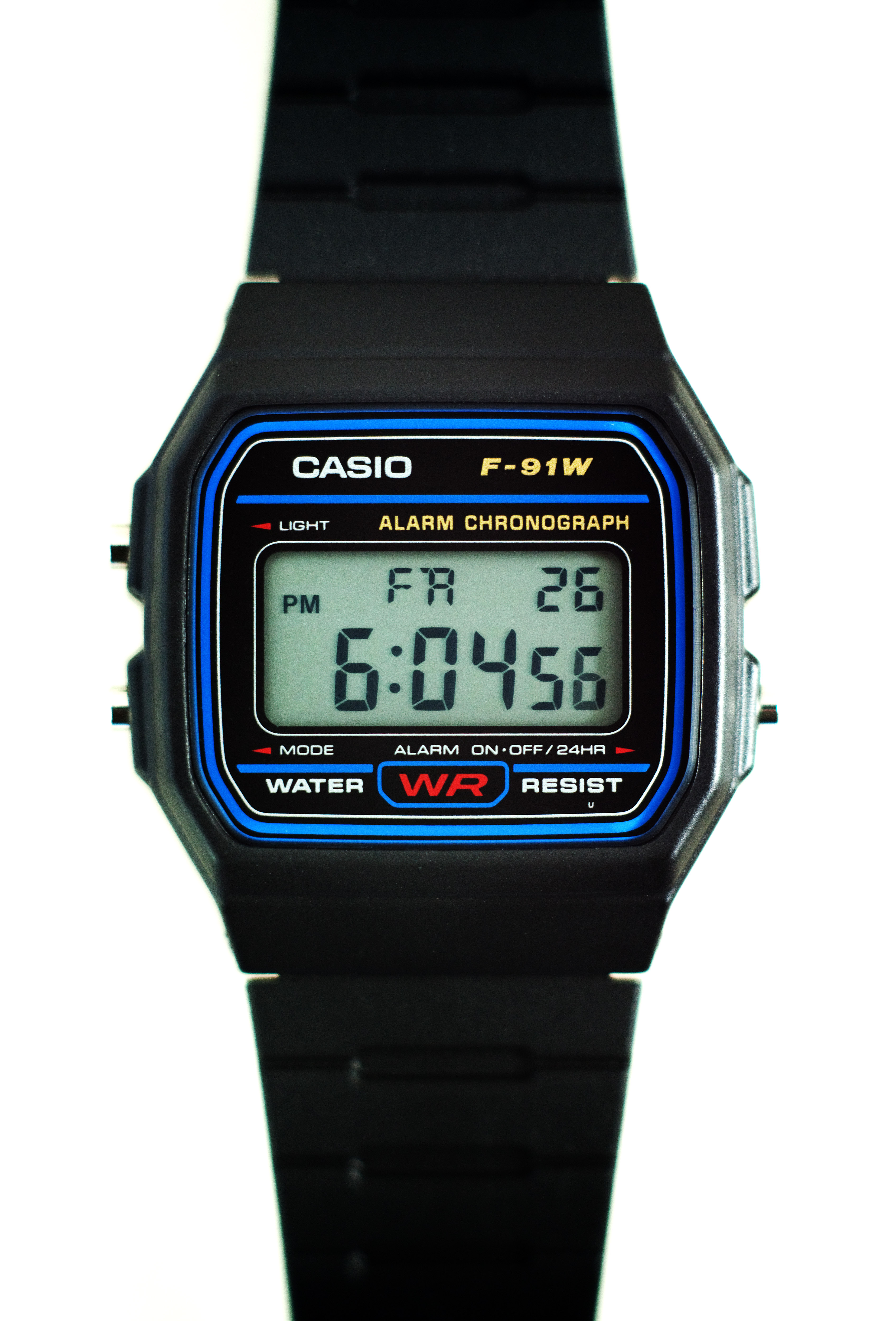
Typische preisgünstige Digitaluhr, Casio F-91W, erschienen 1989
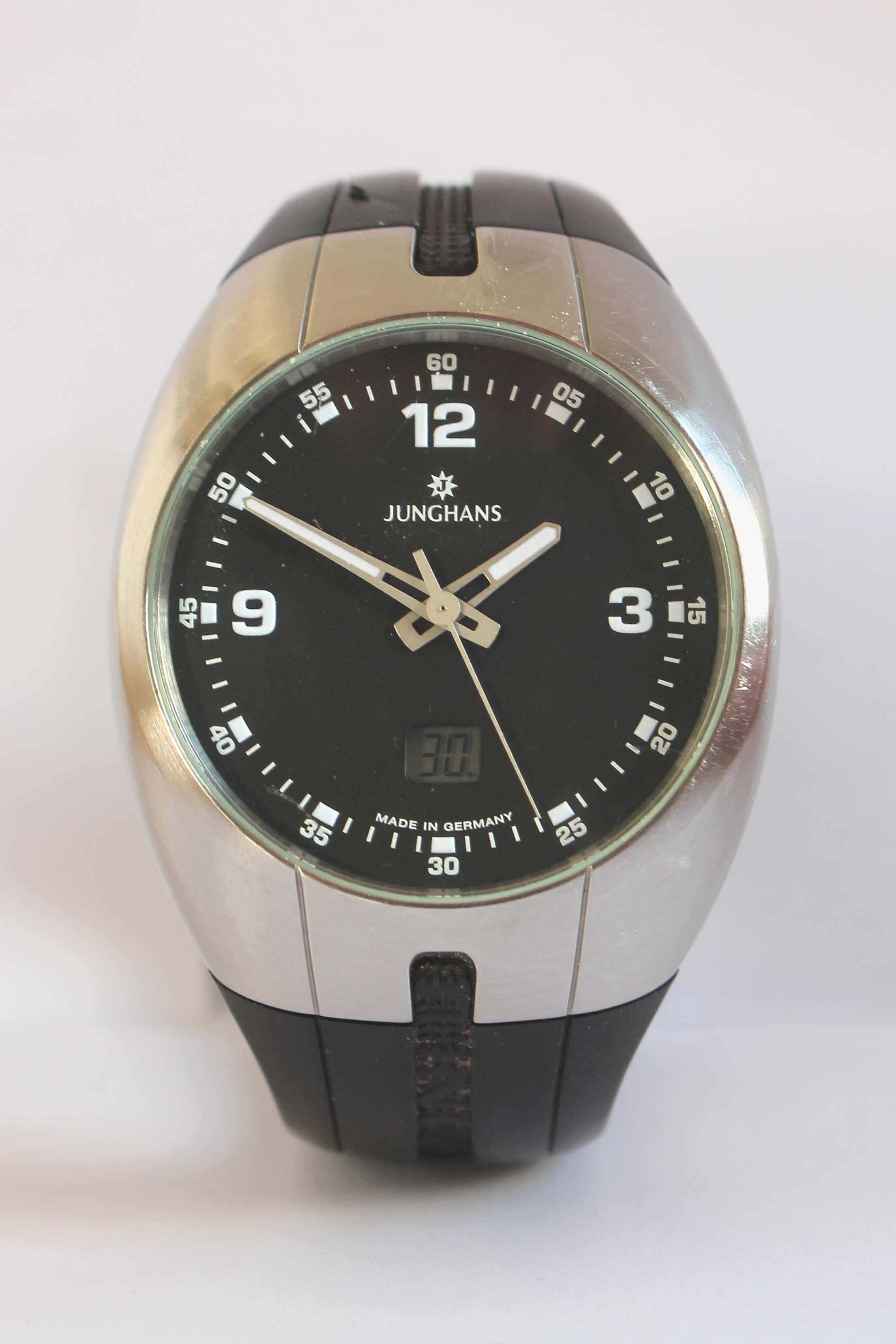
Funkarmbanduhr von Junghans um 2005
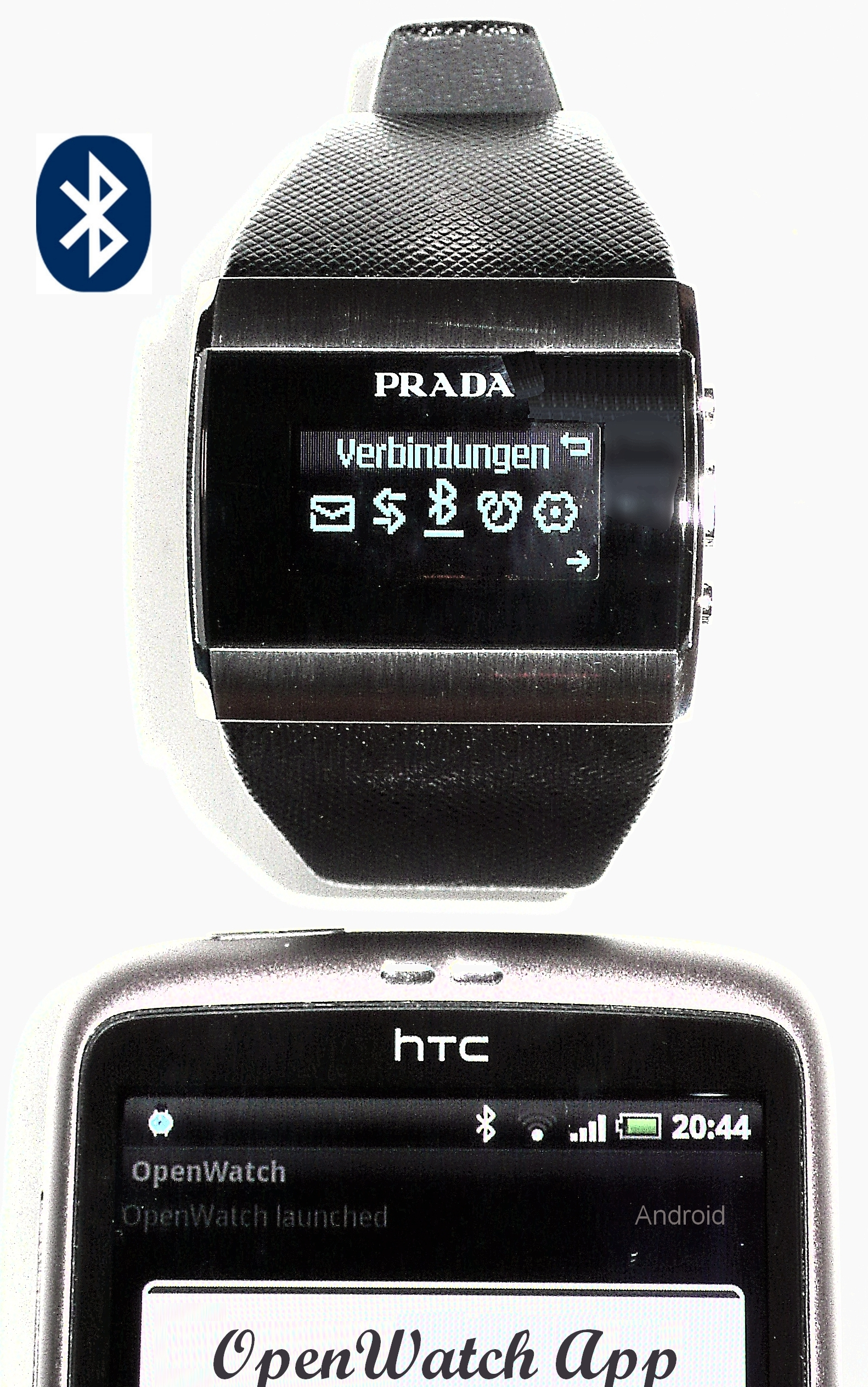
Smartwatch von Prada mit sich selbst stellender Uhrzeit über Bluetooth per Smartphone-App, erschienen ca. 2008
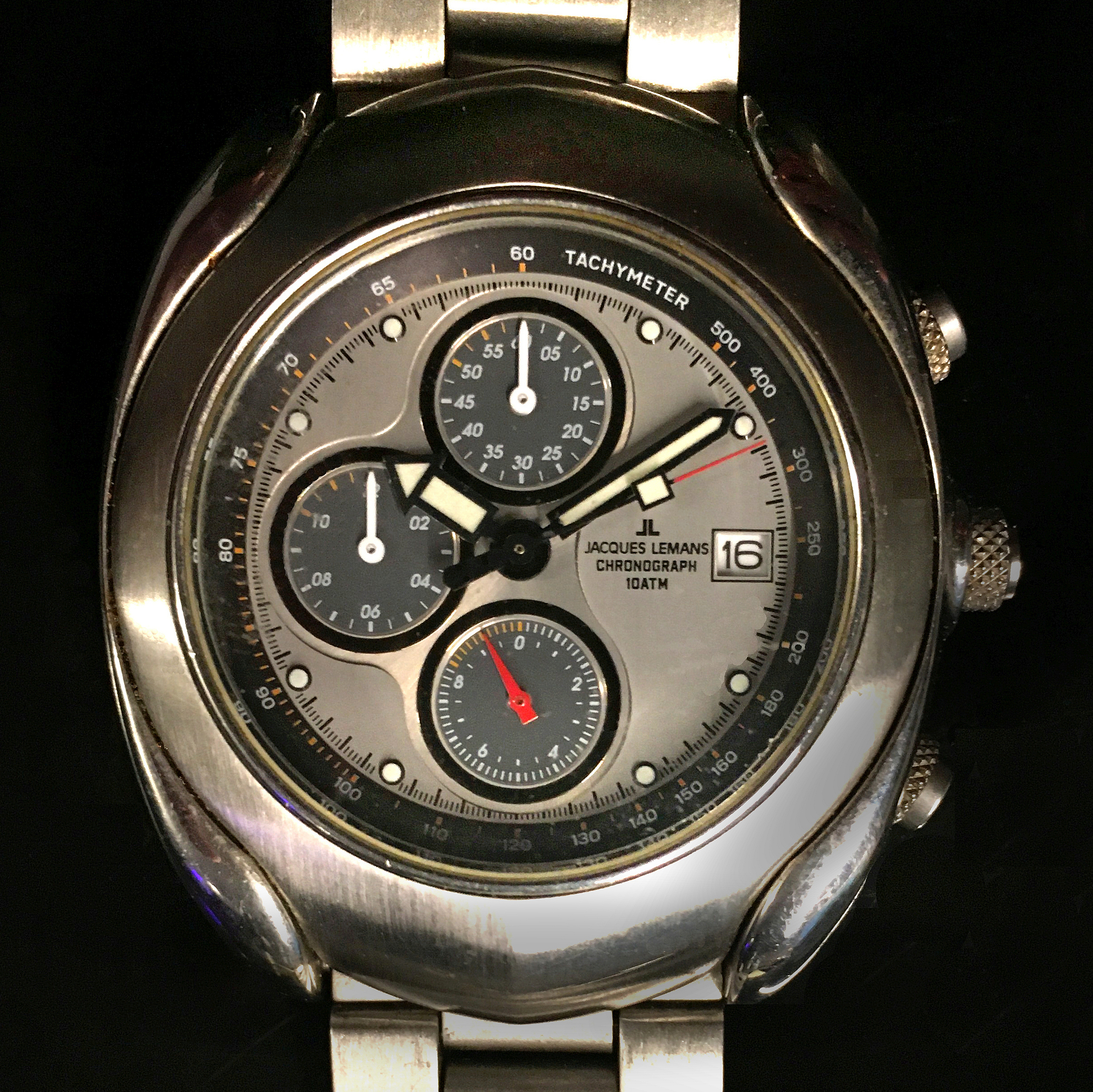
Quarz-Chronograph mit Stoppfunktion, wobei durch den schnell laufenden kleinen roten Zeiger eine Stopp-Genauigkeit von etwa 0,02 Sekunden möglich ist, erschienen ca. 2009
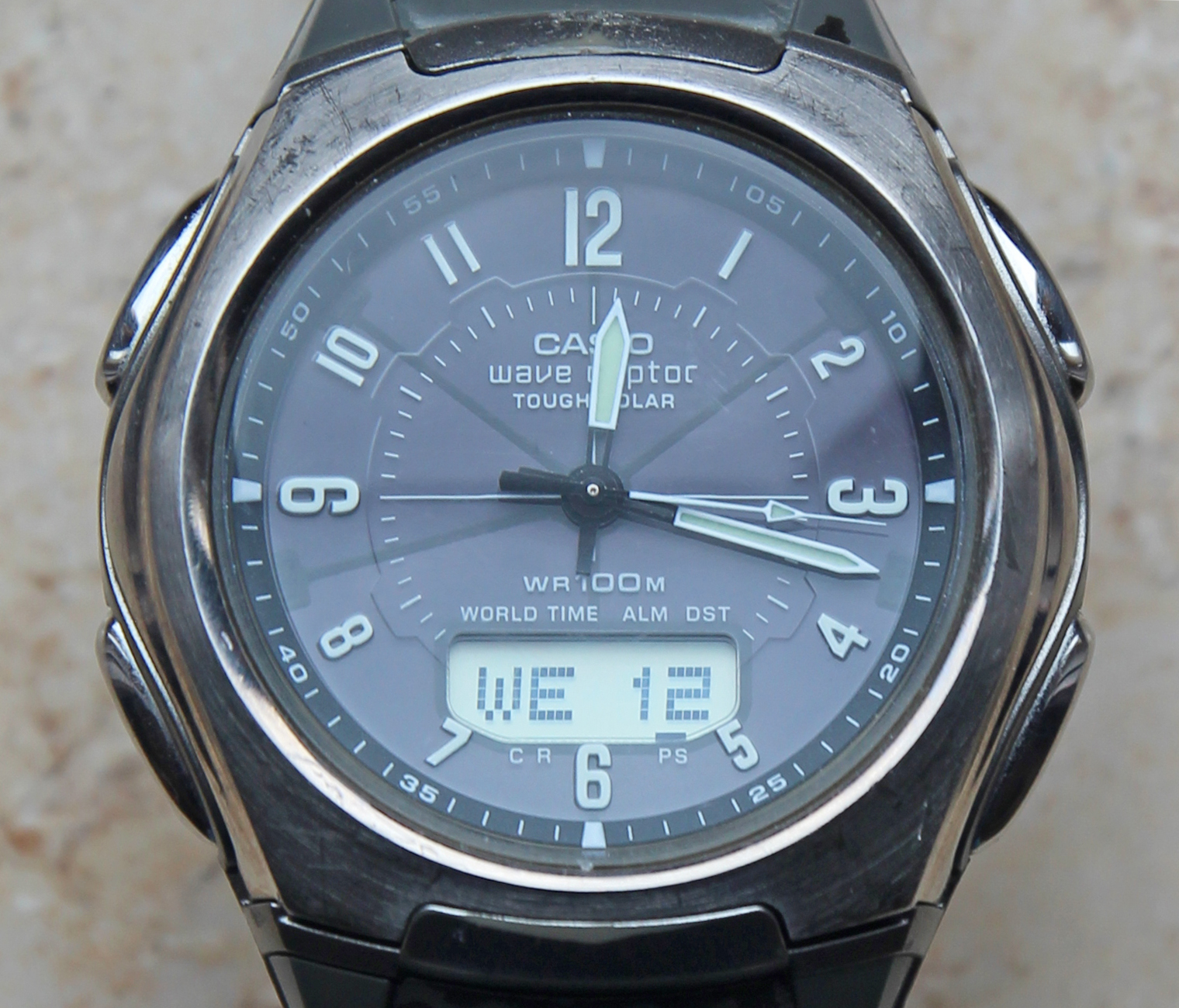
Casio WVA 430TE, Solarzellen betriebene Funkuhr, erschienen ca. 2010
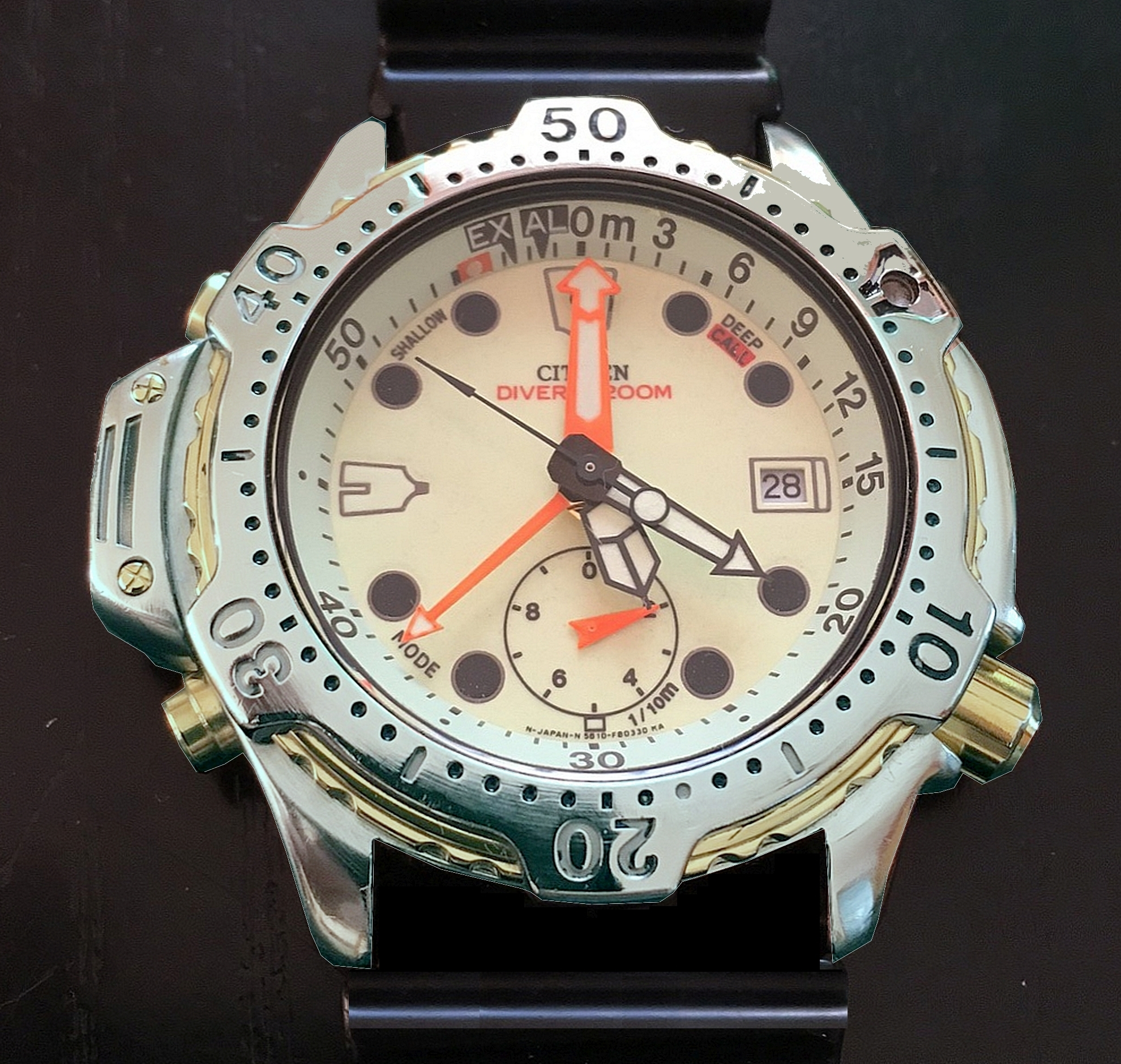
Taucheruhr von Citizen mit Tiefenmesser (Zeiger auf 12 Uhr = 0 m  Tauchtiefe), erschienen 2011
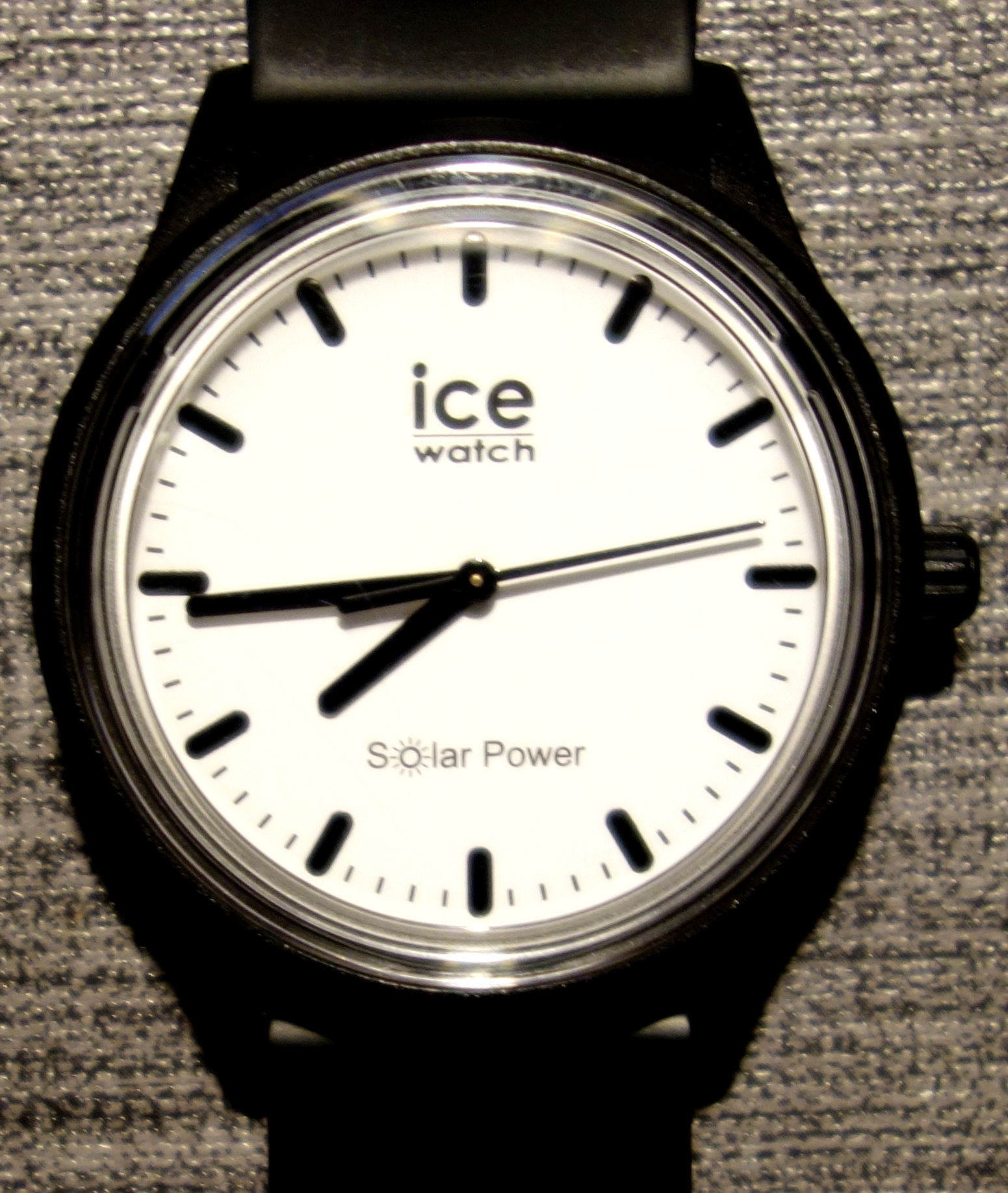
Solarbetriebene Ice-Watch-Armbanduhr, 2024

## Bestandteile

### Mechanismus
Jede mechanische Armbanduhr hat als Schwingkörper eine Unruh. Diese schwingt mit einer durch die Spiralfeder vorgegebenen Schlagzahl, bei klassischen Uhren 18.000 Amplituden pro Stunde (entspricht 2,5 Hz), bei modernen Uhren meist 21.600 (3 Hz) oder 28.800 (4 Hz) Halbschwingungen in der Stunde. Einige Schnellschwinger erreichen gar 36.000 Halbschwingungen in der Stunde (5 Hz), z. B. die Longines Ultra-Chron, die Gyromatic Chronometer HF von Girard-Perregaux und el Primero von Zenith. Die Unruh schaltet bei jedem Durchgang den Anker um. Durch diese Umschaltung ist es dem Gangrad möglich, einen Zahn weiter zu laufen. Der Anker und das Gangrad verhindern die freie Kraftabgabe der Zugfeder über das Räderwerk (siehe auch Isochronismus).
Das Räderwerk (auch Schwingungszählwerk genannt) ist eine Übersetzung ins Schnelle (von der Feder aus gesehen). Die Schaltdurchgänge der Hemmung werden daher hinuntergeteilt, bis das Minutenrad eine 1⁄60 Umdrehung in der Minute macht.
Das Zeigerwerk nimmt die Kraft von der Minutenradwelle ab und teilt die Umdrehungen des Minutenrads über ein Wechselrad mit Wechseltrieb auf das Stundenrohr, das durch die Untersetzung ins Langsame 1⁄12 Umdrehung in der Stunde macht.
Der Stundenzeiger wird auf dem Stundenrohr, der Minutenzeiger auf dem sogenannten Viertelrohr, das über eine Rutschkupplung (die das Zeigerstellen ermöglicht) mit der Minutenradwelle bzw. dem Minutenrohr verbunden ist, befestigt. Als Stoppsekunde bezeichnet man eine Vorrichtung, die nach Ziehen der Krone das Uhrwerk samt Sekundenzeiger anhält, damit die Uhrzeit sekundengenau eingestellt werden kann, bevor nach Eindrücken der Krone sich das Werk wieder in Bewegung setzt.
Die Krone dient zum Verstellen der Zeiger und des Datums sowie zum Aufziehen des Uhrwerks.

### Uhrenarmband
Uhrenarmbänder können grundsätzlich anhand folgender Eigenschaften unterschieden werden:
- Material: Metall (Edelstahl, Titan, Goldlegierungen), Leder (Alligator, Krokodil, Pferd, Hai, Rochen oder Strauß), Kunststoff, Kautschuk, Stoff, Keramik etc.
- Machart: Gliederband, Webband, Vollmaterial oder metallische Kettenwirkware (Milanese oder Milanaise)[18]
- Schließe: Dorn- oder Faltschließe (einfach oder doppelt (Butterfly-Schliesse), als Bügel oder Drücker) bzw. keine Schließe
- Anbringung des Armbandes an der Uhr: Befestigung an den Bandanstößen des Uhrengehäuses, wobei eine Dornschließe bei 12 Uhr montiert wird; Integration in das Uhrengehäuse oder Durchfädeln durch Federstege an den Bandanstößen. Ein flexibles System zur fugenlosen Verbindung von Armband und Uhr ist der so genannte Leonardo-Ansatz.
- Ausprägung: Zweiteilig (Ober- und Unterteil) und einteilig: z. B. bei dem NATO Strap Band, Unterleg-Uhrenarmband mit einem Unterlegteil unter dem Gehäuse und breite Armbänder, in die das Uhrengehäuse integriert ist
- Armbandlänge: normale Länge zum Tragen um das nackte Handgelenk oder große Länge zum Tragen über der Kleidung (z. B. Taucheranzug, Fliegerkombi)
- Verarbeitungstechniken: Im Rembordé-Verfahren bzw. durch das Rembordieren wird das Oberleder um die Kanten des Futterleders gelegt und unter einer definierten Kombination von Wärme und Druck mit diesem fugenlos und fasertief verklebt. Bei der Turned Edge Technology wird das Oberleder über das Inlay geschlagen. Das Futterleder wird dann an der Unterseite des Inlays angebracht und mit dem Oberleder vernäht. Zusätzlich werden im Zuge einer schnittkantigen Verarbeitung das Coupé Franc, das Ober- und das Futterleder miteinander verbunden, die Kanten offen gelassen. Die Schnittkanten werden mit einem flexiblen Lack versiegelt. Bei Uhrenarmbändern aus Leder unterscheidet man zwischen Oberleder und Futterleder. Das Oberleder ist die sichtbare Seite des Armbandes. Der jeweiligen Tierart entsprechend gelangen unterschiedliche Hautabschnitte zur Verarbeitung. Das Futterleder ist die Innenseite des Armbandes. Die Qualität des Futterleders ist entscheidend für die Lebensdauer des Bandes, da dieses durch das Tragen auf der Haut ständig Feuchtigkeit, Abrieb, Parfums, Cremes und Transpiration ausgesetzt ist. Für Personen mit Hautallergien bieten Armband-Hersteller Lederarmbänder mit antiallergischer Beschichtung auf der Futterlederseite an.

Armbänder für Uhren können mit den unterschiedlichsten Funktionen ausgestattet sein. Auf einem IDentification Armband z. B. werden persönliche Daten, Zutrittsberechtigungen oder Geldwerte gespeichert. Gerade für den Sport ist eine hohe Widerstandsfähigkeit erforderlich. Neben Kunststoffbändern haben sich hier Armbänder aus bearbeitetem Naturkautschuk, die hochelastisch und gleichzeitig extrem stabil, wasserfest und hautfreundlich sind, durchgesetzt.
Es gibt mittlerweile auch Armbänder aus Leder, die extrem wasserfest sind. Durch die Erfindung der Rembordier-Technologie ist es möglich, auch luxuriöse Lederarmbänder mit sehr hoher Wasserbeständigkeit zu fertigen, wie zum Beispiel ein bis 10 bar wasserfestes Alligatorarmband.

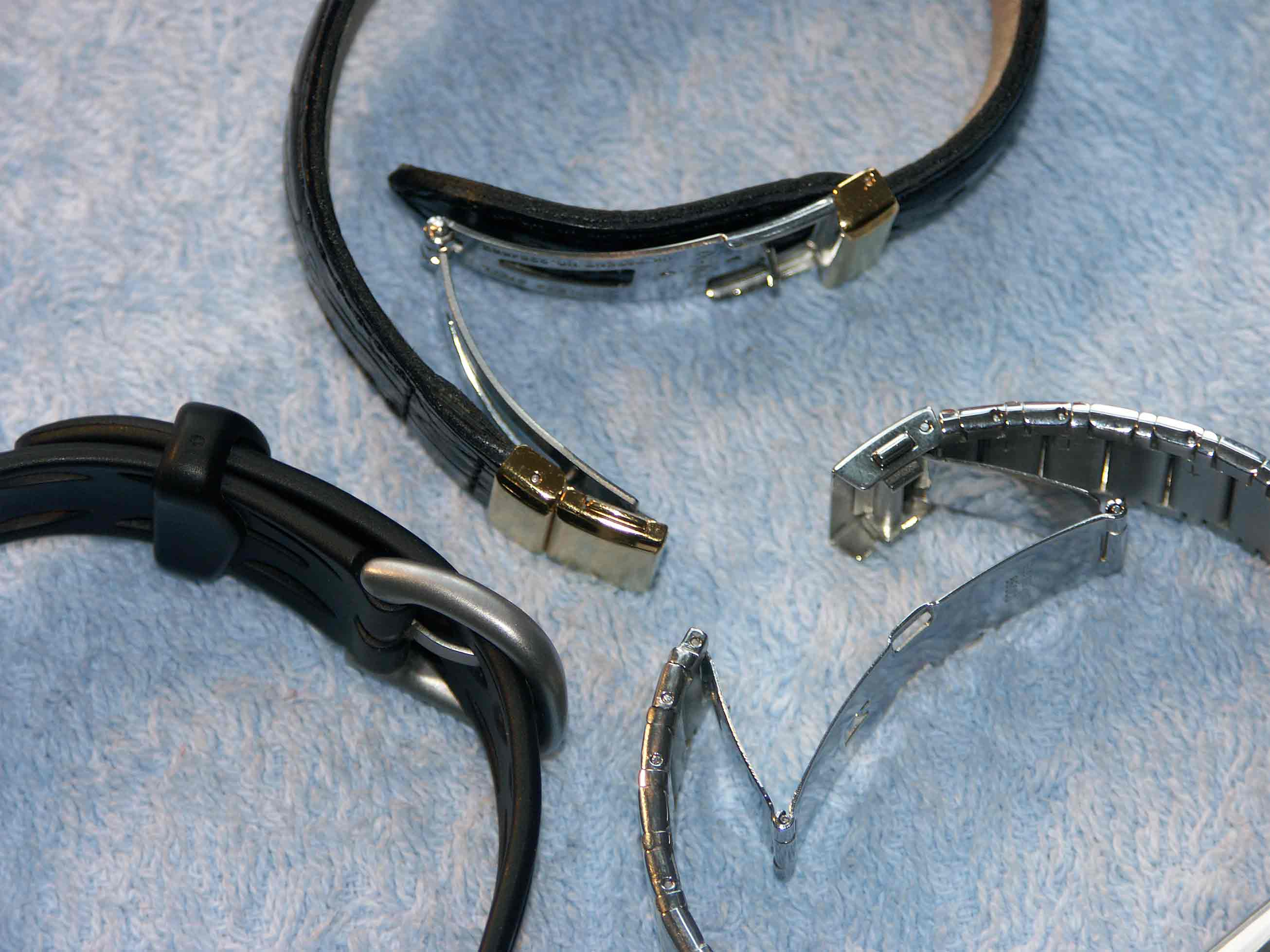
Uhrenarmbänder mit Dornschließe oder Faltschließe (einfach oder doppelt)
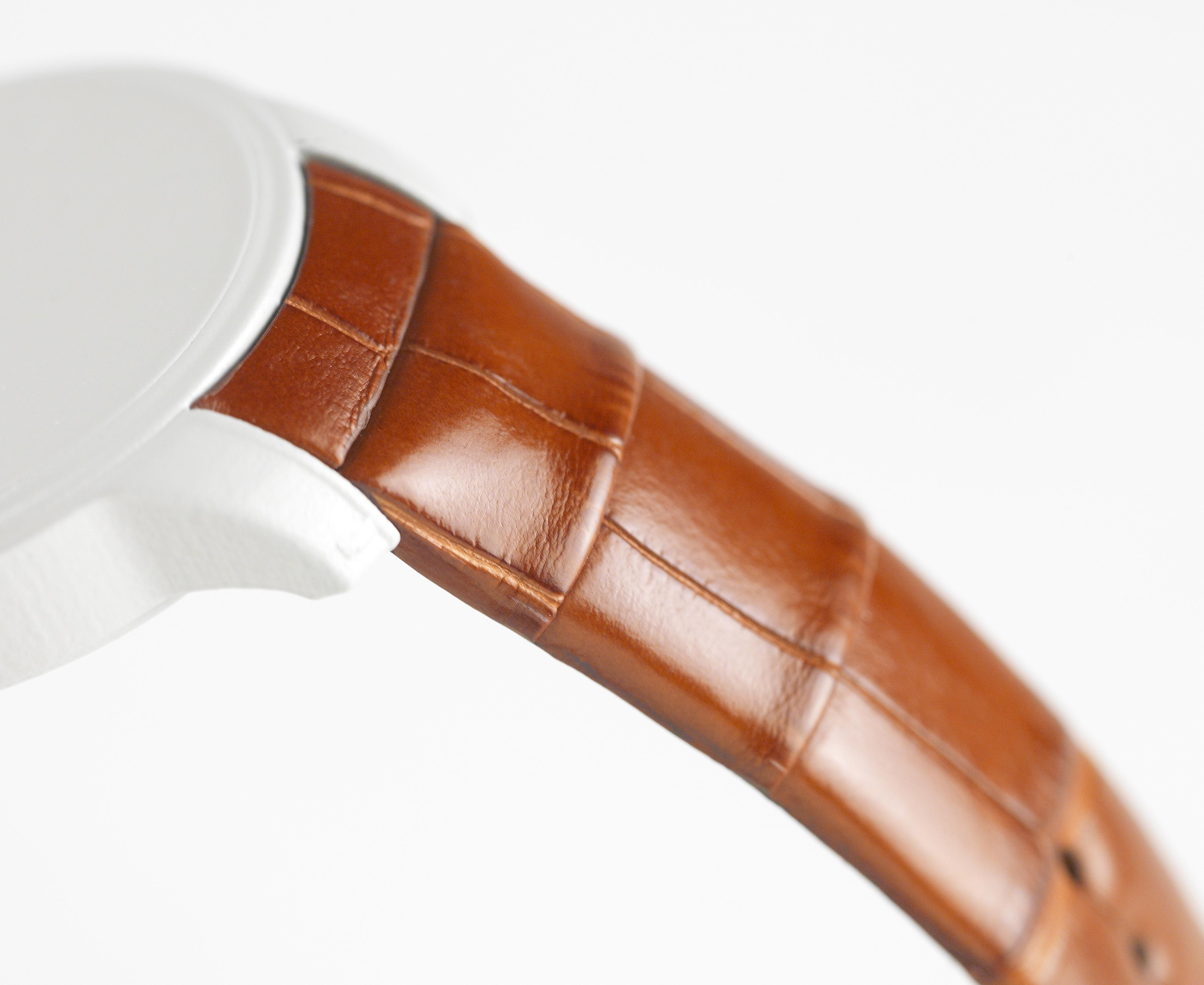
Leonardo-Ansatz
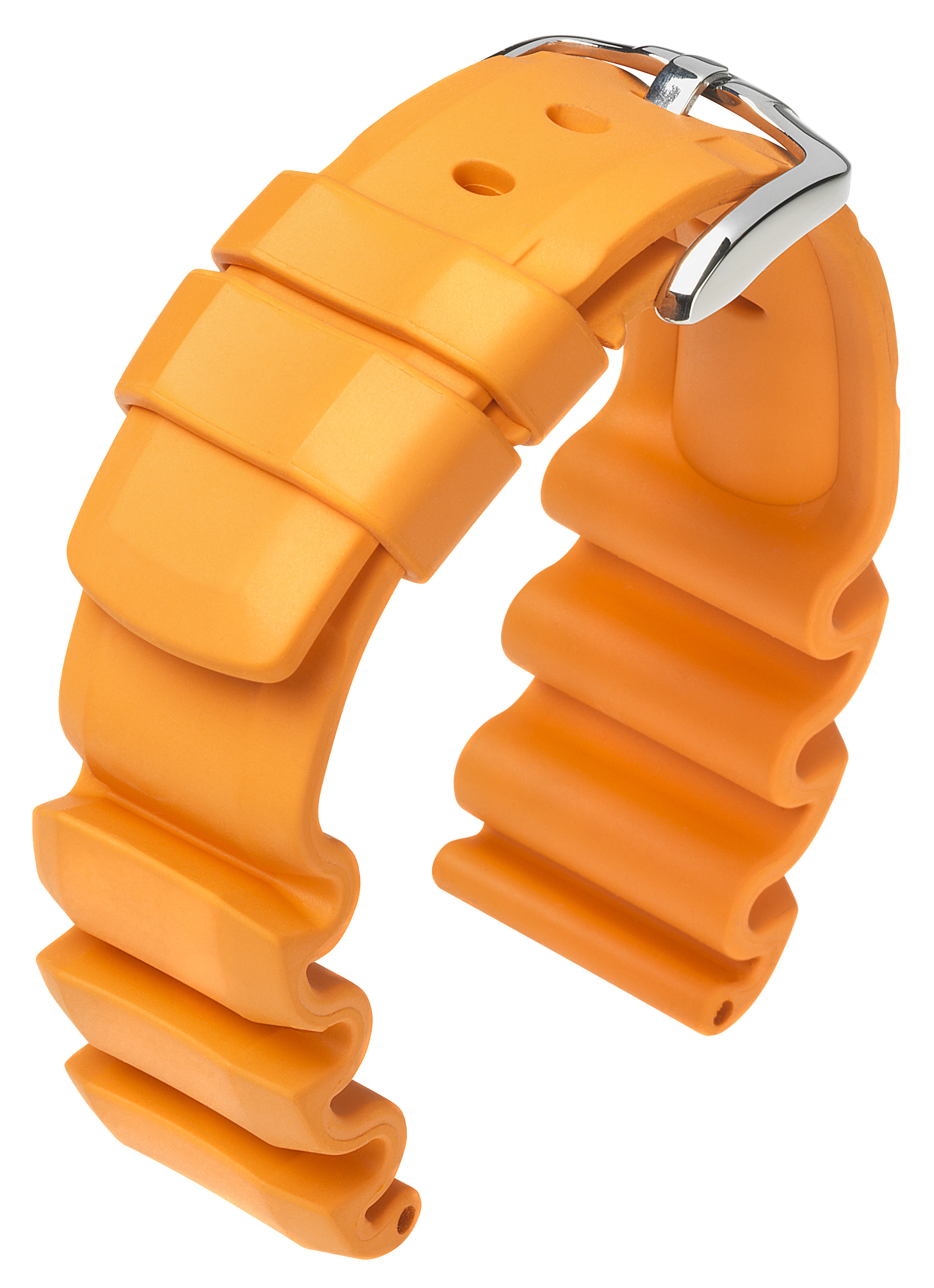
Armband aus Kautschuk
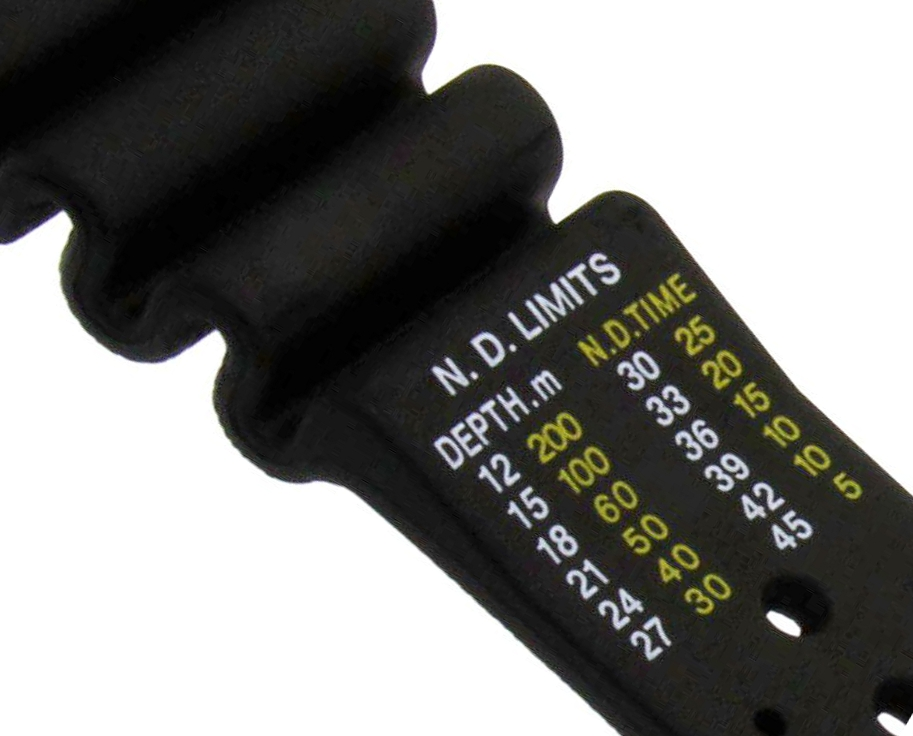
Armband einer Taucheruhr mit aufgedruckter Dekompressionstabelle
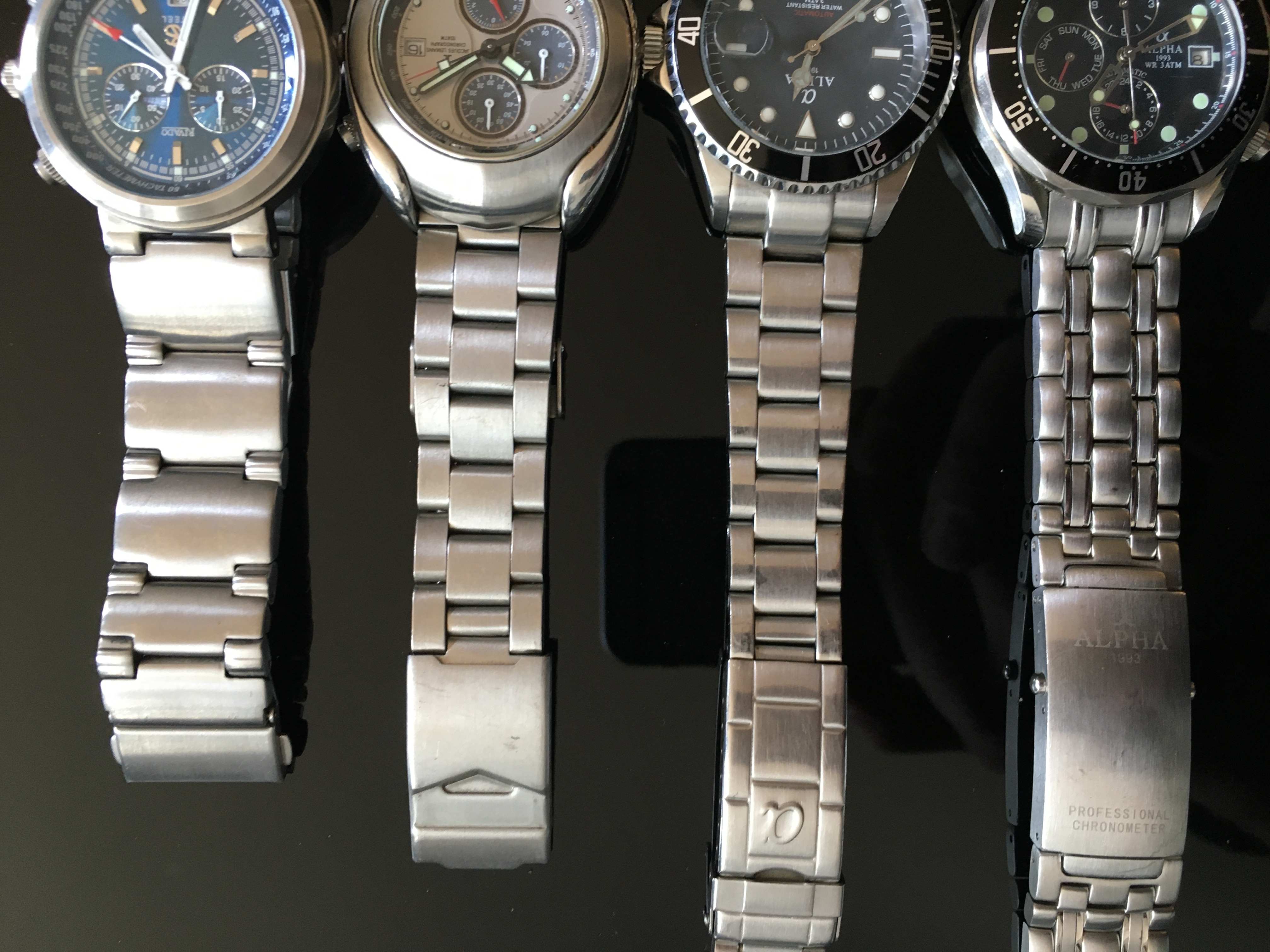
Vier Herrenuhren mit verschiedenen Ausführungen von Gliederarmbändern aus Edelstahl

## Verschiedene Typen

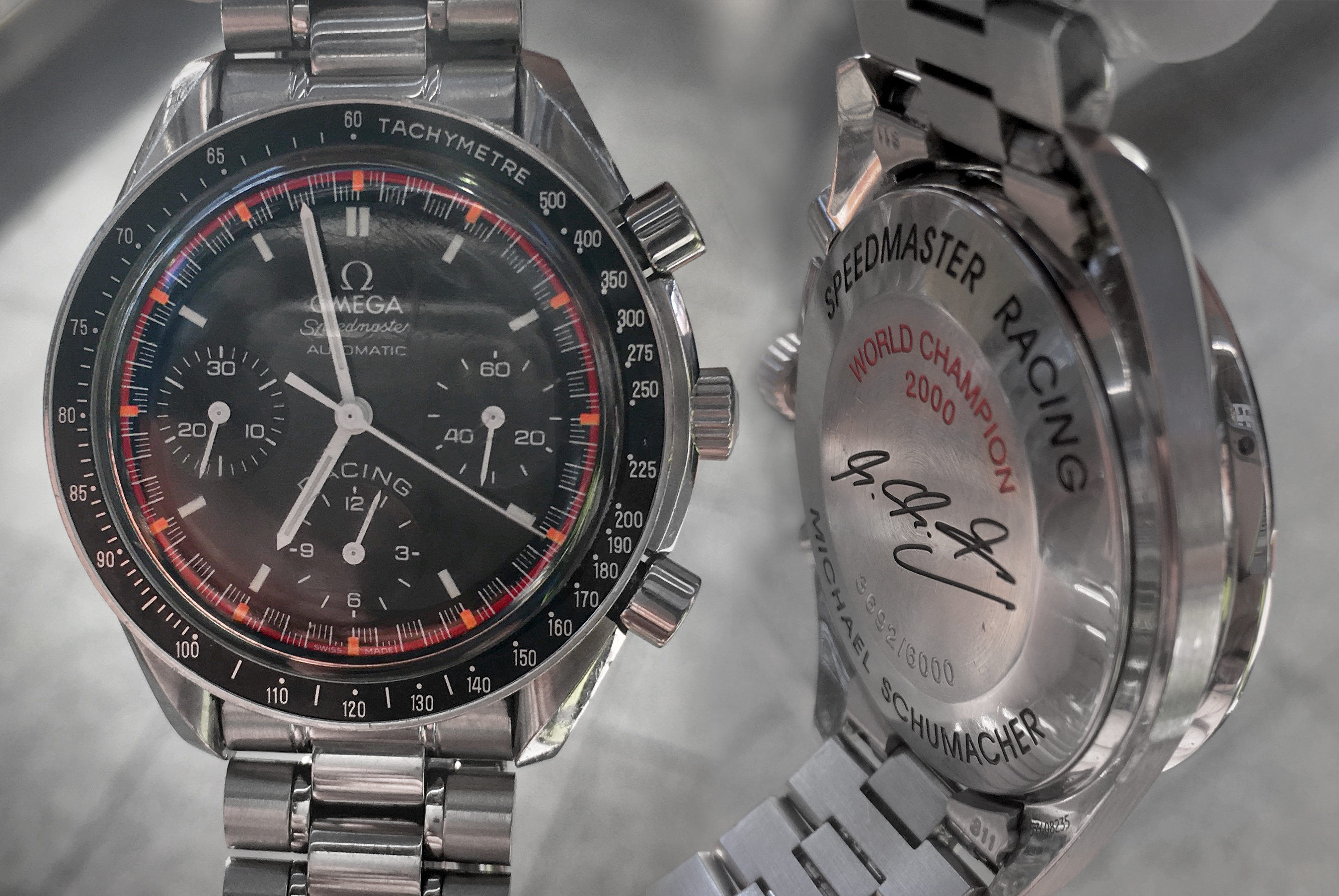
Die Omega Speedmaster Professional ist ein typischer Chronograph, hier als Sonderausgabe aus dem Jahr 2000. Ein Vorgängermodell dieser Uhr wurde von den Apollo-Astronauten verwendet, siehe Bild unten.

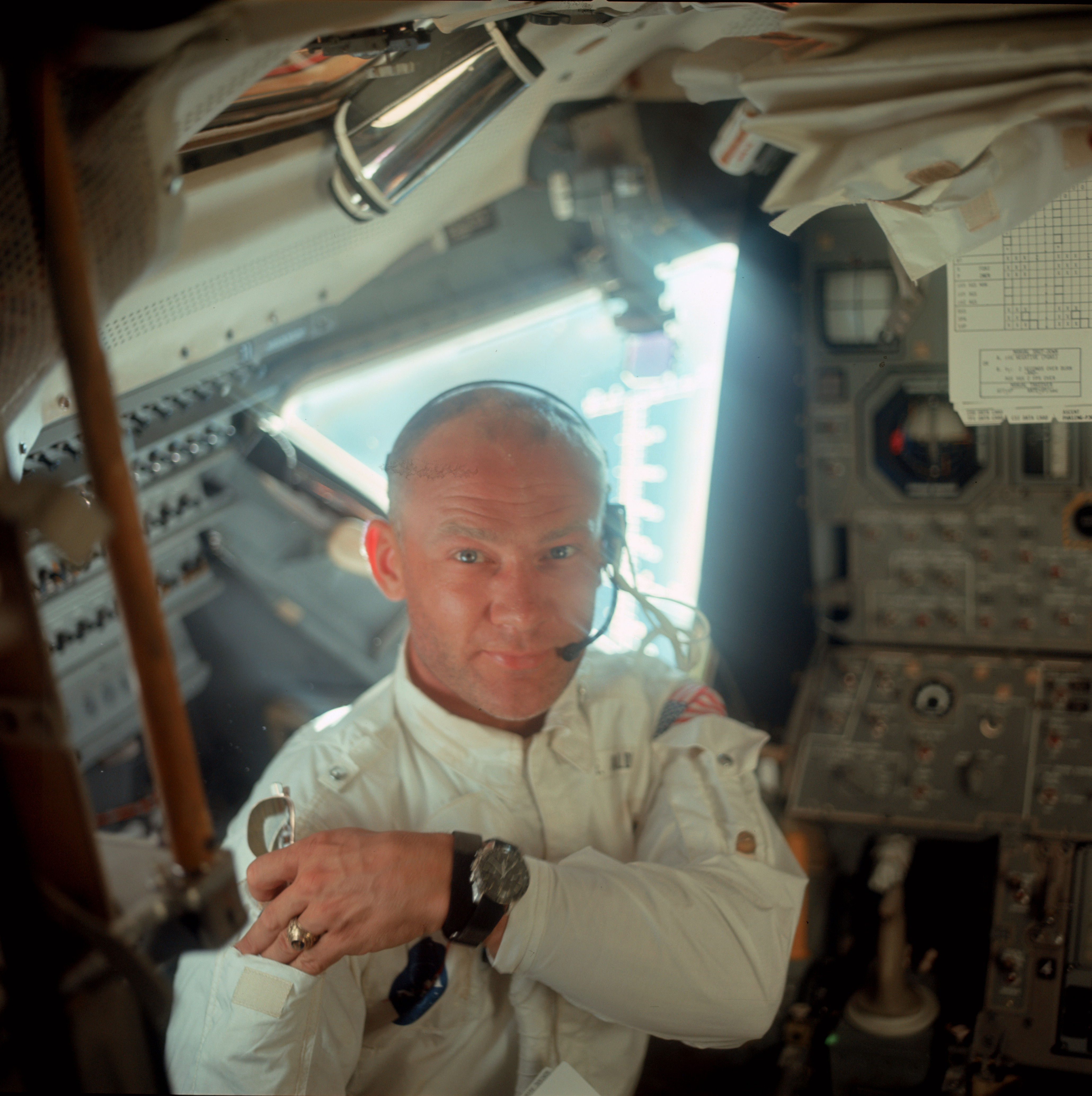
Der Astronaut Buzz Aldrin während der Apollo 11-Mission bei Checks in der Mondlandefähre, am Arm eine Omega Speedmaster Professional als Einsatzuhr, die er auch auf der Mondoberfläche trug. Das Foto machte Neil Armstrong, der bei dieser Mission als erster Mensch den Mond betrat. Die Uhr war zuvor von der NASA extremen Härtetests unterworfen worden.

### Chronometer
Als Chronometer (griech. „Zeitmesser“) dürfen Armbanduhren mit Werken bezeichnet werden, die in einem Test bei einer offiziellen Prüfstelle eine festgelegte Ganggenauigkeit bewiesen haben. Ein Beispiel für ein Armband-Chronometer der Entwicklungsperiode 1950/1960 ist das Modell Chronometer von Junghans mit dem Werkkaliber J 85.:S. 19 und 47

### Chronograph
Ein Chronograph (altgriechisch wörtlich für „Zeitschreiber“) ist eine analoge Armbanduhr mit der Zusatzfunktionalität einer Stoppuhr. Dabei kann ein Sekundenzeiger unabhängig vom eigentlichen Uhrwerk bzw. der Zeitanzeige gestartet, gestoppt und wieder in seine Ausgangsposition zurückgeführt werden. Es gibt Chronographen mit mechanischem Uhrwerk und mit Quarzwerk.

### Einsatzuhren
Einsatzuhren sind speziell für militärische oder sonstige (z. B. Polizei, Taucher und Feuerwehr) Einsatzkräfte konzipierte Armbanduhren. Besondere Merkmale dieser Art von Zeitmesser sind, je nach Einsatzart, Robustheit gegenüber Erschütterungen und Umgebungstemperaturen, Wasserdichtigkeit, Nachtablesbarkeit und Anzeige der verstrichenen Einsatzzeit. Berühmtheit erlangte die im Weltraum eingesetzte Omega Speedmaster Professional von 1965.
Die genannten Merkmale und weitere Funktionen wie Tachymeter oder eine Weltzeitanzeige (Weltzeitindikation mit Städtenamen, etwa in einer Drehlünette) fanden auch in Gebrauchsuhren Verwendung.

## Mechanik-Renaissance
Mit dem Siegeszug der Mikroelektronik war es in kurzer Zeit möglich, sehr günstig vergleichsweise genaue Uhren mit Quarzwerk herzustellen, was die traditionelle Uhrenindustrie deutlich veränderte. Es kam zu einer Konzentration der Uhrwerk-Hersteller, die in einer monopolartigen Stellung der Schweizer ETA SA mündete. Diese gehört zur Swatch Group, ebenso wie die Uhrwerke-Hersteller Frédéric Piguet SA und Nouvelle Lémania SA, die beide weitgehend für die umfangreiche Luxusuhrensparte der Swatch-Group (Glashütter Uhrenbetrieb, Union Glashütte/SA, Breguet SA, Blancpain, Rado, Tissot, Omega, Longines und Hamilton) arbeiten.
Nach dem Ende der Quarzkrise in den 1980er Jahren erlebte die mechanische Uhr eine Renaissance als Prestigeobjekt. Die Mikroelektronik und damit einhergehende Verbesserungen der feinmechanischen Herstellungsmethoden erlaubten neue Eigenschaften für mechanische Uhrwerke. Außerhalb des Luxussegments wurde die mechanische Armbanduhr dagegen fast völlig von der genaueren und wartungsarmen Quarzuhr verdrängt.
Entgegen diesem Trend brachte die Swatch Group 2014 mit der sistem51 eine neuartige, rein mechanische Automatikuhr auf den Markt. Durch eine minimale Anzahl von nur 51 Teilen und rationelle Fertigung wird eine hochwertige Uhr hoher Qualität (17 Juwelenlager, 90 h Gangreserve ohne Bewegung, hermetisch verschlossen, mehrjähriger Betrieb ohne Wartung) preisgünstig angeboten.
Die große Zahl an heute vorhandenen Marken mechanischer Armbanduhren darf nicht darüber hinwegtäuschen, dass in vielen Uhren einige wenige Werke, sogenannte „Kaliber“ eingebaut sind, die von Uhrwerksherstellern wie z. B. der ETA SA hergestellt werden. Nur wenige Luxusuhrenhersteller, sogenannte Uhrenmanufakturen, stellen beinahe alle wesentlichen Teile ihrer Uhren selbst her. Die Arbeitsteilung in der Herstellung des Rohwerks, dem sog. „Ébauche“, dem Einbau in das Gehäuse durch „Établisseure“ und dem Verkauf unter unterschiedlichen eigenen Markennamen hat allerdings eine lange Tradition.
Die Luxusuhrenhersteller lassen sich im Wesentlichen auf sechs Eigentümergruppen aufteilen:
1. die Swatch Group, zu der etwa Montres Breguet, Blancpain und Omega SA gehören,
2. die französische LVMH mit den Marken TAG Heuer, Zenith und Dior Watches,
3. die ebenfalls französische PPR,
4. die Schweizer Richemont (ehemals Vendôme Luxury Group). Richemont übernahm zuletzt im Jahr 2000 für drei Milliarden Schweizer Franken die LMH Holding von Vodafone-Mannesmann, der solche bekannte Uhrenmarken wie IWC, A. Lange & Söhne und Jaeger-LeCoultre gehörten. Außerdem hält Richemont die Uhrenmarken Cartier, Piaget, Baume & Mercier, Panerai und Vacheron Constantin,
5. das Schweizer Unternehmen Franck Muller Watchland und
6. den französischen Konzern Kering unter anderem mit den Marken Girard-Perregaux und Ulysse Nardin.

Als unabhängige Hersteller sind im internationalen Rahmen neben Patek Philippe auch Audemars Piguet, Breitling, Chopard, Nomos Glashütte und Rolex zu nennen, sowie einige kleinere unabhängige Uhrmacherbetriebe, die zum Teil in der Académie Horlogère des Créateurs Indépendants organisiert sind.
Neben diesen Luxusmarken haben sich in Deutschland eine Reihe kleinerer selbständiger Uhrenmarken etabliert, die aber weitgehend von den Rohwerken der ETA SA oder Restbeständen von vor der Quarzkrise abhängig sind und diese, teilweise mit Veränderungen, in ihre Gehäuse einbauen. Unter anderen sind das die Hersteller MeisterSinger, Junghans, Sinn, Stowa, Askania, Mühle Glashütte und Chronoswiss.
Um der ursprünglich fast vollständigen Abhängigkeit von der ETA SA zu entgehen, entwickelten einige kleinere Hersteller ihre eigenen Manufakturkaliber, wie z. B. Damasko und Nomos Glashütte oder weichen auf kleinere Rohwerk-Hersteller wie Soprod SA aus.
Auch japanische Hersteller, vor allem Seiko und Citizen, profitierten von der Renaissance der Mechanik. Da sie selbst Millionen von Quarzuhren absetzen konnten, stellte die Quarzkrise für diese Hersteller kein Problem dar. Nach der Quarzkrise bauten sie weiter auf ihre über 100-jährige Erfahrung in der Herstellung von hochwertigen, preiswerten mechanischen Uhrwerken auf. Dabei belieferten sie sowohl ihre eigenen Marken als auch jene zahlloser kleinerer Uhrenhersteller und sogenannter Microbrands.
Diese günstigen Uhrwerke von Seiko, Citizen (Miyota), aber zunehmend auch chinesischen Herstellern wie z. B. Seagull, ermöglichen es asiatischen Herstellern, eine Vielfalt an mechanischen Uhren im Preisbereich von ca. 50 bis 500 Euro anzubieten.
Eine besonders wichtige Rolle spielt dabei das Seiko Kaliber 4R35 (bzw. TMI NH35), ein robustes, preisgünstiges Uhrwerk, das millionenfach in Uhren von z. B. Spinnaker, Zelos, Boldr, San Martin, Pagani Design usw. verbaut wird. Damit stellt es einen Quasi-Standard dar und macht es sogar möglich, dass Endverbraucher sich ihre eigenen Uhren konfektionieren, indem sie NH35-kompatible Gehäuse, Ziffernblätter und Zeiger kaufen und diese selber zusammensetzen.

## Komplikationen
Die einfache Armbanduhr hat zwei oder drei Zeiger (ohne bzw. mit einer seit etwa 1930 häufiger anzutreffenden Sekundenanzeige). Dazu gibt es weitere sogenannte Komplikationen, also technische Finessen, wie:
- Chronograph (Stoppuhrfunktion), weit verbreitet bei hochwertigen mechanischen Herrenuhren
- Anzeige für Gangreserve
- automatischer Aufzug (Automatik)
- Datumsanzeige (1 bis 31), seit etwa 1915 über Zeiger, seit etwa 1925 auch und vor allem nach 1935 als digitale Zeitanzeige[2]:S. 504
- Ewiges Kalendarium, schaltet (bis zum 28. Februar 2100) das korrekte Datum unter Berücksichtigung von Schaltjahren und Monatslänge (28, 29, 30 oder 31 Tage). Serienmäßig stellte ab 1941 zuerst Patek Philippe Armbanduhren mit „Ewigem Kalender“ her.[2]:S. 504
- große Datumsanzeige
- Minutenrepetition, ein Schlagwerk, das die Zeit jede Minute akustisch anzeigt (1914 erstmals im Rahmen der Schweizerischen Nationalausstellung von mehreren Manufakturen vorgestellt)
- Mondphase
- Rattrapante: Schleppzeiger-Chronograph, der Zwischenzeiten anzeigen kann
- Sieben-Tages-Werk: eine Feder, die sieben Tage statt 42 h bis 48 h Gangreserve bietet
- Retrograde Anzeigen
- Sekundenscheibe: Eine meist transparente und bedruckte dünne Scheibe anstelle des Sekundenzeigers. Entscheidend hierbei ist, dass ihr Gewicht keinen zu großen Einfluss auf die Amplitude des Uhrwerkes hat und sie weder mit dem Deckglas noch mit dem Minutenzeiger kollidiert.
- Spielwerk
- springender Datumswechsel
- Stoppuhr
- Tourbillon oder Karussell, eine rotierende Lagerung der Hemmung, um die Ganggenauigkeit zu erhöhen
- Vollkalendarium mit Monat, teils mit vierstelliger Jahreszahl
- Wecker[23]
- Wochentag
- Zeitgleichung
- zweite Zeitzone (etwa durch unabhängig verstellbaren oder zweiten Stundenzeiger)

Die Grande Complication (Große Komplikation) gilt als höchste Uhrmacherkunst, da mehrere Zusatzfunktionen wie ewiger Kalender mit Mondphase, Minutenrepetition und Chronographenmechanismus, oder Tourbillon in einer Armbanduhr kombiniert werden.
Neben der technischen Verfeinerung durch zahlreiche Zusatzfunktionen ist die abschließende mechanische Nachbearbeitung und Oberflächenveredelung (auch Finissierung, franz. Finissage) ein Qualitätsmerkmal von Uhrwerken.

## Standardrevision
Armbanduhren mit einem mechanischen Uhrwerk sollten ungefähr alle vier bis fünf Jahre gewartet werden, also mindestens eine Standardrevision (mit Reinigen, Zusammensetzen, Ölen und Regulieren:S. 24: Anleitung aus Bruno Hillmann: Die Armbanduhr […]. Berlin 1925.) durchlaufen. Für die Wartung werden Krone und Gehäuse der Uhr vollständig demontiert, auch das Zifferblatt und das Uhrwerk werden entnommen. Anschließend durchlaufen alle Teile der Uhr eine sorgfältige Prüfung durch einen Fachmann oder gegebenenfalls Konzessionär. Je mehr Komplikationen eine Armbanduhr enthält, desto aufwendiger gestaltet sich üblicherweise die Revision. Das Uhrwerk (sowie das Zifferblatt) wird vom Fachmann ebenfalls komplett zerlegt und auf Verschleiß hin untersucht. Nach der Überprüfung aller Einzelteile wird das Uhrgehäuse samt Metallarmband (falls vorhanden) ultraschallgereinigt und anschließend wieder zusammengesetzt. Bei Bedarf werden einzelne Teile ersetzt und falls nötig wird das Uhrwerk geölt. Auf die Bedeutung des verwendeten Öls hatte Breguet seinerzeit Napoleon aufmerksam gemacht („Geben Sie mir das perfekte Uhrenöl, Sire, und ich baue Ihnen die perfekte Uhr“).:S. 35 Eine Funktionskontrolle und gegebenenfalls eine Feinregulierung schließen die Wartung der mechanischen Uhr ab. Wie viel Zeit der Prozess einer Wartung beansprucht, hängt von Komplexität, Aufbau und Verarbeitung der Uhr ab.
Je nach Uhrenmodell können zusätzliche Überprüfungen notwendig werden, beispielsweise eine Wasserdichtigkeit-Kontrolle bei Taucheruhren.

## Wirtschaft
Armbanduhren werden in großer Menge produziert. Während 1965 noch etwa 100 Millionen (mechanische) Uhren hergestellt wurden, waren es 1995 weltweit bereits über eine Milliarde vor allem mit Quarzwerk versehene Uhren (Großuhren und Kleinuhren). Der Anteil an Armbanduhren daran betrug um 1996 etwa 500 bis 700 Millionen pro Jahr.:S. 7
Das Tochterunternehmen ETA SA des Swatchkonzerns besitzt nach Angaben der am 19. November 2004 abgeschlossenen Untersuchung der schweizerischen Wettbewerbskommission (Weko) bei den in der Schweiz hergestellten mechanischen Rohwerken bis zu einem Preis von 300 SFr pro Stück eine marktbeherrschende Stellung. Zudem dominieren sie den Weltmarkt bei den höherpreisigen Produkten.
Gemessen am Umsatz ist die Uhrensparte des US-amerikanischen Computerherstellers Apple, der ausschließlich Smartwatches (siehe Apple Watch) herstellt, vor dem schweizerischen Rolex-Konzern der größte Uhrenhersteller der Welt (Stand 2018).